# Pietro II. Orseolo

Die Heiligen Johannes und Paulus, Teil eines Diptychons, Byzanz um 990, Archäologisches Nationalmuseum Venedig

Pietro II. Orseolo (* 961 in Venedig; † 1009 daselbst) war, folgt man der sogenannten venezianischen Tradition, also der seit dem 14. Jahrhundert verstärkt staatlich gesteuerten Geschichtsschreibung der Republik Venedig, ihr 26. Doge. Der in den zeitlich näheren Quellen als Petrus, venezianisch Piero, bezeichnete Doge, meist um den Familiennamen Ursoylus oder Ursiulus ergänzt, später Ursiollo, regierte von 991 bis 1009.
Er gilt als bedeutendster Doge der venezianischen Frühzeit (Gerhard Rösch). Über keinen Dogen des Frühmittelalters sind wir zugleich so genau in Kenntnis. Dies liegt daran, dass Johannes Diaconus, der Verfasser der Istoria Veneticorum, einem der ältesten venezianischen Geschichtswerke, nicht nur Zeitgenosse war, sondern persönlich in Diensten des Dogen stand und auf höchster diplomatischer Ebene agierte. Da seine Chronik mit Petrus II. abbricht, ist die Quellenlage bei seinen Nachfolgern sehr viel ungünstiger.
Unter dem militärisch überaus erfolgreichen Dogen begann eine Phase der verstärkten ökonomischen Expansion Venedigs in den Adriaraum, wo Petrus die Piraterie am Ostufer bekämpfte und die Macht der dortigen Narentaner brach. Auch wenn die Städte Dalmatiens keineswegs dauerhaft Venedig unterstellt wurden, so wurde der daraus geborene Anspruch dennoch nie aufgegeben. Durch die neue Sicherheit für die Schifffahrt – verstärkt noch durch die Eroberung des von Sarazenen besetzten Bari im Jahr 1002 oder 1003, das er dem Kaiserreich zurückgab – dehnten sich dichtere Handelsbeziehungen bis nach Konstantinopel, zugleich aber auch in das Römisch-deutsche Reich in stark erhöhtem Maße aus. Eine Reihe von Verträgen sicherte die Grenzen des flächenmäßig kleinen Staates, dessen Händler erstmals in beiden Kaiserreichen privilegiert wurden und die bald einer eigenen Gerichtsbarkeit unterstanden. Dazu trugen sowohl freundschaftliche Beziehungen zu den Kaisern der beiden Großreiche, als auch Eheprojekte seiner beiden Söhne Giovanni (Johannes) und Ottone (Otto) bei, die nacheinander Mitdogen wurden. Der ältere Sohn, Johannes, starb mitsamt seiner byzantinischen Ehefrau Maria und ihrem gemeinsamen Sohn Basilios, benannt nach Kaiser Basilios II., an einer Epidemie, die in der Historiographie als „pestilencia“ bezeichnet wurde. An seiner statt folgte der jüngere Sohn Ottone, dessen Name auf Kaiser Otto III. zurückging und der sein Taufpate war, seinem verstorbenen Vater im Dogenamt.

## Leben und Herrschaft

### Herkunft, Familie, politischer Aufstieg

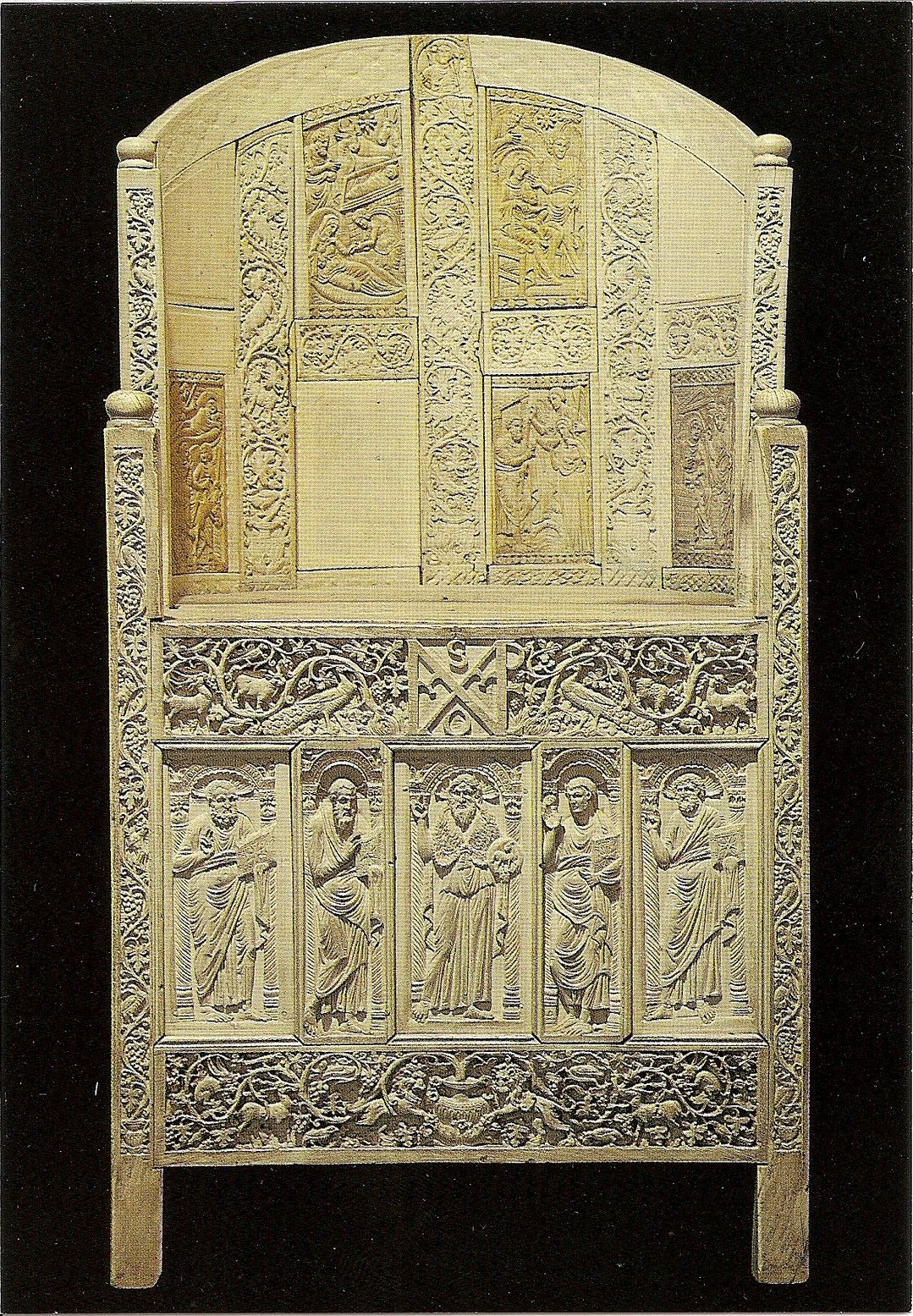
Die Maximianskathedra, entstanden Mitte des 6. Jahrhunderts, wollte der zweite Pietro Orseolo an Kaiser Otto III. verschenken, wie es in der Chronik des Johannes Diaconus heißt. Der Chronist sollte das Stück dem Kaiser übergeben, der jedoch starb. Durch Erzbischof Maximianus (* 498 oder 499 in Pula; † 556 oder 557) wurde die Kirche San Vitale mit den berühmten Mosaiken von Theodora und Justinian geweiht; von der Chronik des Erzbischofs sind nur wenige Zitate überliefert.

Pietro Orseolo entstammte zweien der einflussreichsten Familien Venedigs. Sein gleichnamiger Vater war 976 bis 978 Doge – er wurde 1731 heiliggesprochen –, seine Mutter war Felicia Malipiero (oder Badoer?). Allerdings floh sein Vater 978 in das katalanische Kloster Cuxa und ließ dabei seine Familie zurück.
Mit seiner Frau Maria, Tochter des Dogen Vitale Candiano, hatte Pietro II. Orseolo einschließlich des 1008 verstorbenen Johannes fünf Söhne und vier Töchter. Diese waren Orso (988–1049), Bischof von Torcello und Patriarch von Grado, und Vitale (* um 998; † nach 1040), gleichfalls Bischof von Torcello in der Nachfolge seines Bruders, dann Ottone, der dem Dogen im Amt folgte, schließlich Enrico, von dem nur der Name bekannt ist. Ihre Töchter waren Hicela (Icella), die entweder Stephan (Stjepan), den Sohn des kroatischen Königs Krešimir III. heiratete, oder einen anderen Stjepan, den Sohn des Svjetoslav (des älteren Bruders Krešimirs), der gleichfalls um die kroatische Krone kämpfte. Hinzu kamen die drei ins Kloster geschickten Töchter Felicitas, die den Namen der Großmutter erhalten hatte, und die Äbtissin des Klosters San Giovanni Evangelista di Torcello wurde, sowie zwei weitere Töchter, von denen noch nicht einmal die Namen überliefert sind.
Zum ersten Mal taucht Pietro als Zeuge in der Urkunde auf, die am 20. Dezember 982 zur Gründung des Benediktinerklosters auf San Giorgio Maggiore führte. Diese hatte der Doge Tribuno Memmo (979–991) ausgefertigt. Nach dessen erzwungener Abdankung im Jahr 991 – wohl infolge der Auseinandersetzungen zwischen den Fraktionen unter Führung der Coloprini und Morosini, die Venedig in einen offenen Konflikt mit Kaiser Otto II. geführt hatten –, wurde der kaum dreißigjährige Pietro zum Dogen gewählt.

### Handelsprivilegien, Anlehnung an Otto III.
Gleich zu Beginn seiner Herrschaft erhielt Venedig zwei wichtige Privilegien. Am 19. Juli 992 erhielt die Stadt eine umfassende Goldbulle, die seinen Händlern im Byzantinischen Reich enorme Vorteile verschaffte. Die beiden Kaiser Basileios II. und sein jüngerer Bruder Konstantin VIII. stellten diese mit einer Goldbulle versehene Kaiserurkunde aus. Ähnliches gelang Venedig gegenüber dem König des römisch-deutschen Reiches und Kaiser Otto III., der den Venezianern gleichfalls umfassende Immunitäten (Pactum von Mühlhausen) zugestand. Der venezianischen Diplomatie gelangen schließlich nach diesen Abmachungen mit den Großmächten ihrer Zeit auch mit den weniger bedeutenden unmittelbaren Nachbarn entscheidende Vertragsabschlüsse. So wurden Verträge mit den Bischöfen von Treviso, Ceneda und Belluno geschlossen. Dabei kam es allerdings zu heftigen Auseinandersetzungen mit Giovanni II., dem Bischof von Belluno, die sich von 996 bis 998 hinzogen. Er hatte sich während der von Otto II. initiierten Handels- und Hungerblockade gegen Venedig der Stadt Heracleia bemächtigt, musste aber schließlich wegen einer von Venedig verhängten Blockade, in deren Verlauf Venedig den Handel mit Waren aus Istrien untersagte, nachgeben.
Entscheidend für die entstehende, zunächst ökonomische Großmachtstellung Venedigs war neben den ungemein großen Handelsvorteilen der beiden Privilegien die Anlehnung an Otto III., der 996 nach Italien kam. Während er Residenz in Verona nahm, erklärte er sich einverstanden, Taufpate (‚padrino‘) eines der Söhne Pietros anlässlich dessen Konfirmation zu werden. Der Doge seinerseits änderte den Namen seines Sohnes in „Otho“ (analog dazu nannte er einen anderen Sohn „Enrico“, diesmal zu Ehren des neuen Herrschers des römisch-deutschen Reiches Enrico II, wie Heinrich II. im Italienischen heißt).
Insgesamt wuchs der sichtbare Reichtum der Lagunenstadt, und, wie Gherardo Ortalli belegen konnte, partizipierten nun nicht mehr nur die großen Familien mit ihren umfangreichen ökonomischen Ressourcen, sondern auch kleine und mittlere Vermögen, von der Expansion des Handels unter der Ägide der Privilegien und der persönlichen Kontakte zu den anderen Herrschern.

### Dalmatien
Die auf Landkarten und militärische Erfolge ausgerichtete Historiographie führte dazu, dass die entscheidenden Erfolge des Dogen jedoch an anderer Stelle gesehen wurden. Dabei ging es um Landbesitz in Dalmatien und damit um die Herrschaft über die Adria.
Dem Dogen gelang es, sich geschickt in die Expansionspolitik beider Kaiserreiche einzumischen. Während im Westen die byzantinische Kaisermutter Theophanu auf die Politik des jungen Westkaisers erheblichen Einfluss ausübte, und im Osten Kaiser Basileios II. die Nordgrenzen seines Reiches wieder bis an die Donau ausdehnte und in diesem Raum vor allem Bulgarien eroberte, ebenso wie er Kroatien seinem Reich einverleibte, gelang es Venedig, die Grundlagen für ein Seereich zwischen diesen Mächten zu legen.

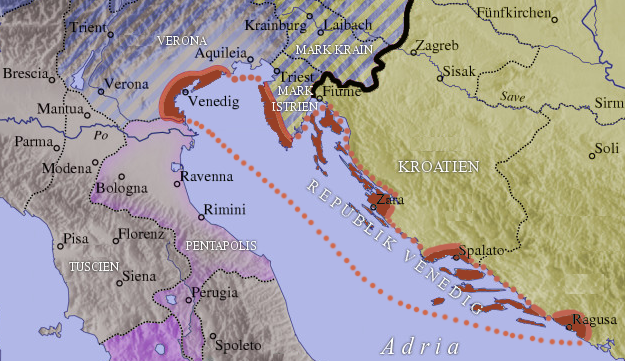
Venezianische Besitzungen um das Jahr 1000

Für die Handelspolitik Pietros II. waren die als Piraten betrachteten und als Narentaner bezeichneten Slawen an der Narentamündung (Neretva) ein so großer Störfaktor, dass er eine der Strafexpeditionen begann, die seit langer Zeit in großen Abständen durchgeführt worden waren. Doch im Unterschied zu diesen Kriegszügen griff er nun mit einer erheblich größeren Flotte die schwer zu erobernden Stützpunkte der Piraten an, auch setzte er mit den Galeeren einen neuen Schiffstyp ein, der kleiner, aber erheblich schneller und wendiger war. Auslöser waren wiederholte Beschwerden der dalmatinischen Stadtstaaten.

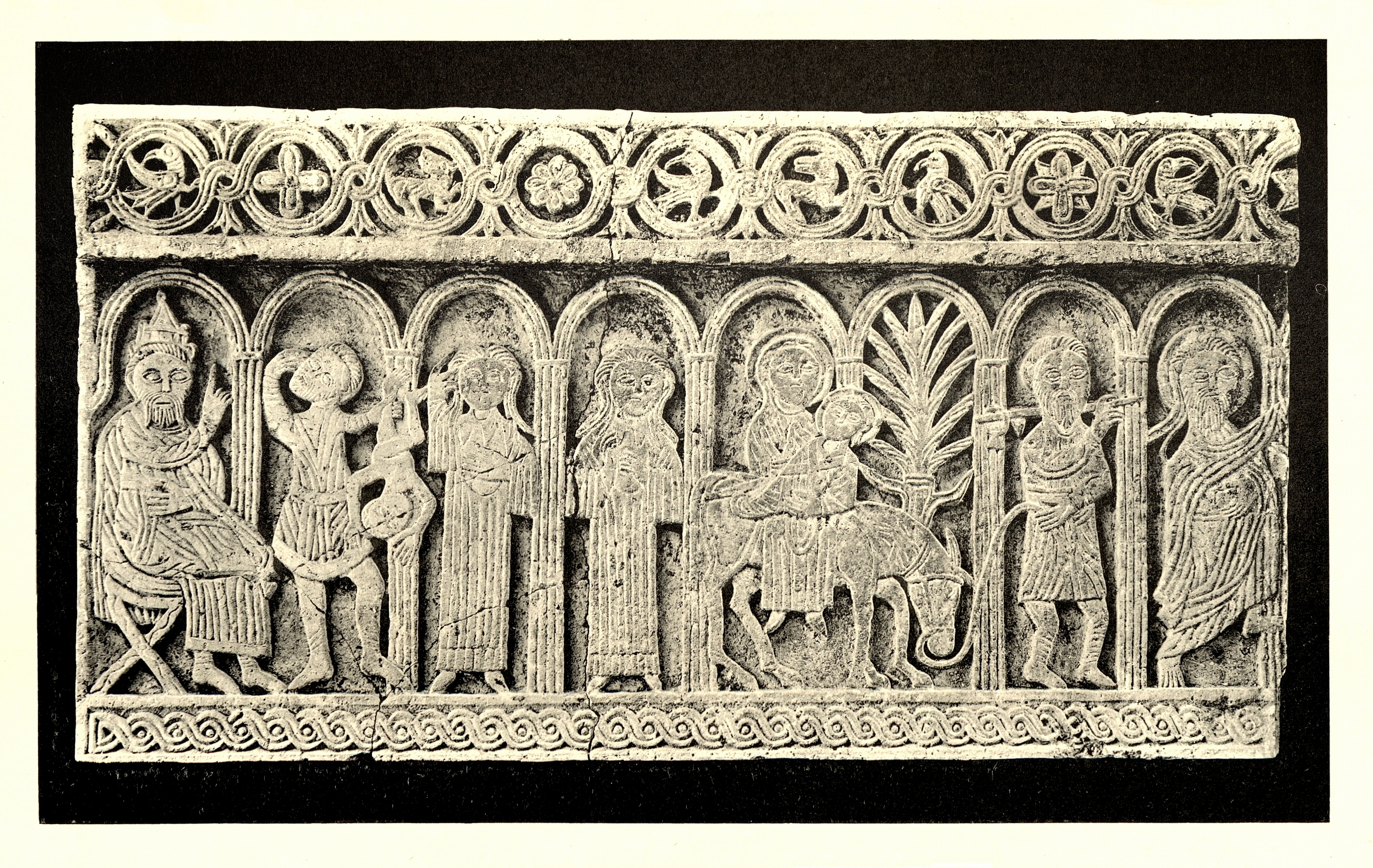
Brüstungsplatte mit der biblischen Flucht nach Ägypten, Zadar, 10. Jahrhundert (Georg Kowalczyk: Denkmäler der Kunst in Dalmatien, Wien 1910)

Pietro nutzte die Gelegenheit, mit einer gewaltigen Flotte im Jahr 998 (oder 1000) aufzubrechen. Er fuhr zunächst an der Ostküste der Adria entlang, um von den Bischöfen und Repräsentanten der Kommunen öffentlich sichtbare Zeichen der Unterstellung zu erhalten. So fuhr die Flotte nach Grado, Pula, Cres und Krk, dann weiter nach Zadar, wo sich die Bevölkerung zu einem Treueid veranlasst sah, da sie im Zuge der innerkroatischen Kämpfe zwischen König Svetoslav Suronja und seinen Brüdern Krešimir III. und Gojslav drangsaliert worden war. Schließlich setzte die Flotte ihre Fahrt nach Split, Dubrovnik, Korčula fort. Ernsten Widerstand fand sie auf der Insel Lastovo, die sich erst nach einer heftigen Schlacht ergab.
Nach der triumphalen Rückkehr im Juli führte Pietro den Titel eines Dux Dalmatiae (Herzog von Dalmatien). Der Sieg über die Narentaner machte Venedig zwar keineswegs zur Herrin über Dalmatien, denn diesen Anspruch setzte zunächst Byzanz durch, doch Venedigs Anspruch wirkte sich später entscheidend auf die dortige Politik bis zum Ende der Republik aus, also bis 1797. Dieses Sieges wird heute in der Festa della Sensa gedacht, das am Sonntag nach Christi Himmelfahrt begangen wird. Dieses Christi-Himmelfahrts-Fest ist das älteste Fest in Venedig. Dabei wurde durch den Dogen und den Bischof von Olivolo (heute Castello) das Wasser am Lido gesegnet und um immer glückliche Seefahrt gebetet. Im deutschen Sprachraum wird dieses Fest auch „Vermählung des Dogen mit dem Meer“ genannt, im Italienischen „Sposalizio del mare“. Ob dieses Fest tatsächlich in die Zeit um 1000 zurückreicht, oder ob es nicht eher seine Wurzeln im 12. Jahrhundert hat, ist unklar.
Die Expedition hatte unter Absprache mit dem byzantinischen Hof stattgefunden, doch führte sie keineswegs zu einer ausschließlichen Ausrichtung der venezianischen Politik nach Osten. Pietro unterhielt zum Ausgleich auch beste Beziehungen zum Westkaiser. Unter dem Vorwand, seine Gesundheit dort pflegen zu wollen, hielt sich Otto III. im April 1001 in Pomposa auf, wo er absprachegemäß auf Johannes Diaconus traf, den bedeutenden Chronisten, der diese Ereignisse detailreich schildert. Heimlich fuhren nach seiner Darstellung die beiden Männer in einem Boot nach Venedig, wo sie sich mit dem Dogen zunächst im Kloster auf der Insel San Servolo trafen, um dann im Kloster San Zaccaria in der Nachbarschaft des Dogenpalasts weitere Absprachen zu treffen. Neben äußerlichen Demonstrationen der Freundschaft – so wurde Otto Taufpate, das Kind erhielt seinen Namen – und der gegenseitigen Schätzung gelang es Pietro, genauere Verpflichtungen im Rahmen der kaiserlichen, imperialistischen Herrschaftspläne zu vermeiden, die Otto wohl vorgeschwebt hatten. Außerdem, so Knut Görich, wurde auf diese „heimliche“ Art und Weise die Anwesenheit der Stadtbewohner vermieden, in deren Augen die kleinste Abweichung von ihren Erwartungen bezüglich der öffentlichen Inszenierung von Rangunterschieden, eine schwere Verletzung des honor, der Ehre und des Ansehens der Stadt, oder auch nur einer der innervenezianischen Parteien hätte darstellen können.

### Tod Ottos III. (1002), Hinwendung zu Byzanz, Eheprojekt und Tod des ältesten Sohnes (1007)

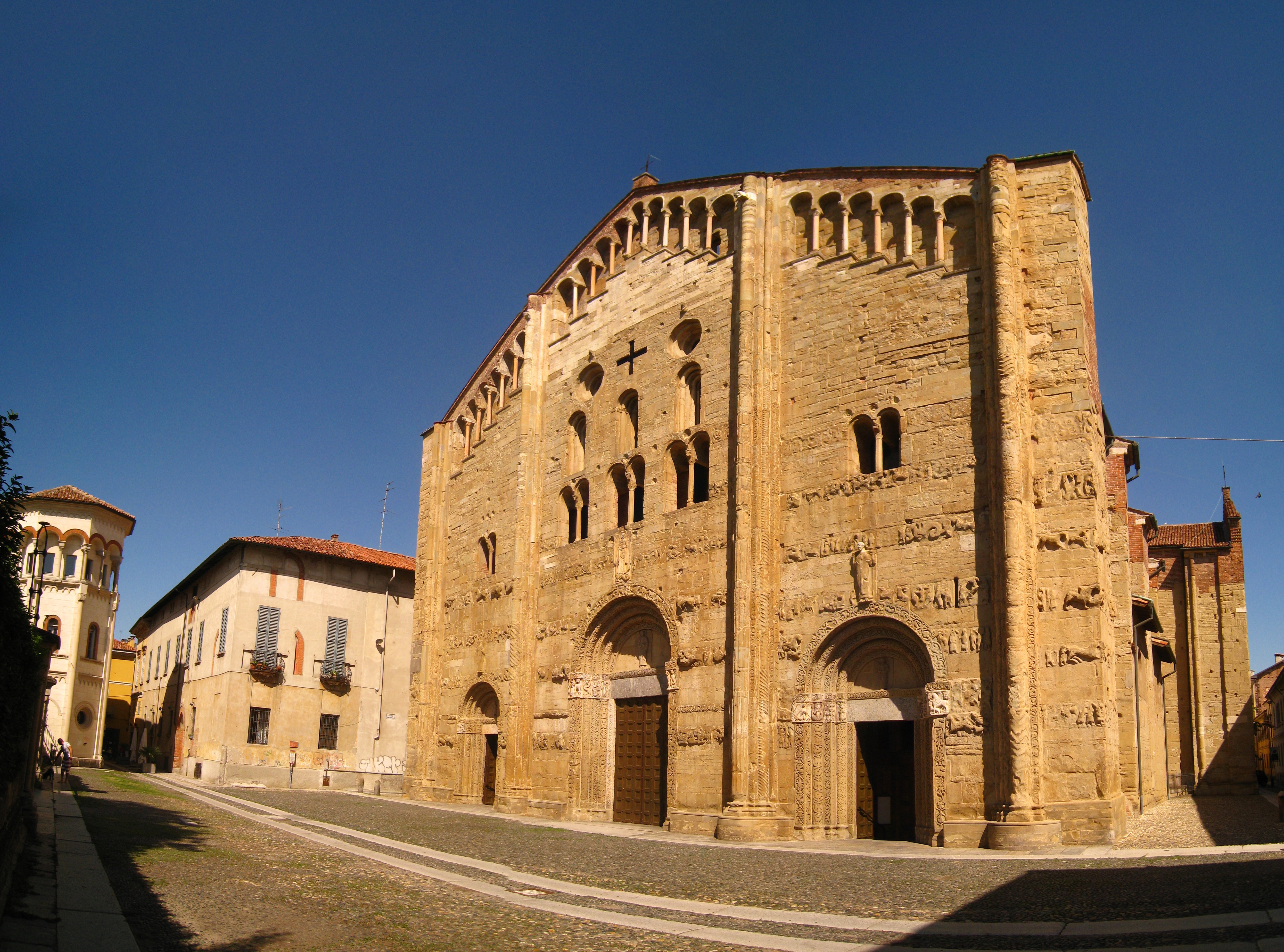
San Michele in Pavia, Krönungsort Karls I. zum rex Langobardorum im Jahr 774, aber auch von Arduin im Jahr 1002 und Heinrich II. im Jahr 1004

Doch 1002 starb Otto III. völlig überraschend im Alter von 21 Jahren. Bereits drei Wochen später, am 15. Februar 1002, wurde in Pavia Arduin von Ivrea zum König gekrönt. Ottos Nachfolger jenseits der Alpen, Heinrich II., der zunächst Mühe hatte, sich durchzusetzen, zog erst 1004 über die Alpen. Heinrich bezeichnete Arduin als „regni nostri invasor“ (sinngemäß: Eindringling in unser Königreich). Arduins oberitalienische Gegner, insbesondere Leo von Vercelli, aber auch die Markgrafen Nordost- und Mittelitaliens hatten sich an Heinrich gewandt, der daraufhin Otto von Worms, den Herzog von Kärnten und Enkel Ottos I. nach Oberitalien geschickt hatte. Dieser hatte gegen Arduin im Januar 1003 an den Veroneser Klausen eine schwere Niederlage hinnehmen müssen. Nun wurde Heinrich zwar am 14. Mai 1004 in Pavia zum König von Italien (rex Langobardorum) gekrönt – die seit Otto I. erstmals wieder stattfindende Krönung eines deutschen Königs zum König von Italien fand in derselben Kirche statt, in der Arduin gekrönt worden war –, doch in der Nacht nach der Krönung griffen die Bürger Pavias Heinrich und seine Begleiter an, wobei die Stadt in Flammen aufging. Auch wenn er die Huldigung weiterer Lombarden auf einem Hoftag in Pontelungo entgegennahm, schienen die zersplitterten Machtverhältnisse vor Otto I. zurückzukehren, denn Arduin blieb unbesiegt. Aber auch ihm gelang es jahrelang nicht, über den Nordwesten Italiens hinaus königliche Herrschaft auszuüben. Erst an der Jahreswende 1008/09 wurde wieder eine italische Kanzlei Heinrichs II. eingerichtet. Oberitalien, insbesondere der Nordosten, blieb bis 1014 sich selbst überlassen.
Diese Situation spielte dem Dogen in die Hände, der sich verstärkt seiner östlichen Einflusssphäre zuwandte. 1002 hatte Pietro seinen Sohn, den 18-jährigen Johannes (984–1008) zum Mitdogen kooptiert. Zwischen dem 10. August und dem 6. September 1003 (oder 1002) führte der Doge persönlich eine Flotte gegen die Sarazenen in Apulien, denen es zum letzten Mal gelungen war, die Byzantiner aus Bari zu vertreiben. Auch diese Expedition war mit dem Ostkaiser abgesprochen, dem der Doge die Stadt zurückgab.
Zur Besiegelung des Bündnisses heiratete Johannes die byzantinische Prinzessin Maria, Nichte Basileios’ II., wobei das Paar laut Johannes Diaconus „ab imperatoribus aureas diademas suis capitibus perceperunt“. Sie erhielten also ihre Golddiademe aus den kaiserlichen Händen (Johannes Diaconus, ed. Monticolo, S. 168). Es folgten dreitägige Feierlichkeiten. Auch deren ein Jahr später in Konstantinopel gezeugtes und in Venedig geborenes Kind erhielt zu Ehren eines Kaisers seinen Namen, diesmal „Basilio“, bzw. „Vasilio“ („Vassilium ob avunculi sui imperatoris nomen imposuit“ heißt es in der Istoria Veneticorum, ed. Monticolo, S. 169). Der Doge stiftete anlässlich der Rückkehr 25.000 libra, um die Kapelle, als die der Markusdom galt, weiter auszuschmücken. Diese Ehe einer Angehörigen des Kaiserhauses hätte der weiträumigen Politik des Dogen ganz neue Möglichkeiten eröffnet, zumal Heinrich II. unverrichteter Dinge aus Italien abzog, hätte nicht eine Epidemie (‚Pest‘, bzw. „pestilentia“) im Jahr 1007 sowohl seinen Sohn als auch seine byzantinische Schwiegertochter, ‚die Griechin‘, wie sie Johannes Diaconus nennt, sowie den Enkel getötet. Johannes und Maria wurden in San Zaccaria beigesetzt, das sich zu einer Art Grablege der Orseolo entwickelt hatte. Pietro kooptierte nun, auf Wunsch des Volkes, seinen zweitgeborenen, erst 14 Jahre alten Sohn Ottone zum Mitdogen.

### Tod, Beisetzung in San Zaccaria, Nachkommen
Der Doge selbst starb zwei Jahre später, nachdem er den Armen und dem Klerus einen Teil seiner Reichtümer vermacht hatte. Er wurde neben seinem erstgeborenen Sohn Johannes im Atrium von San Zaccaria begraben.

## Rezeption

### Hochmittelalter bis Ende der Republik

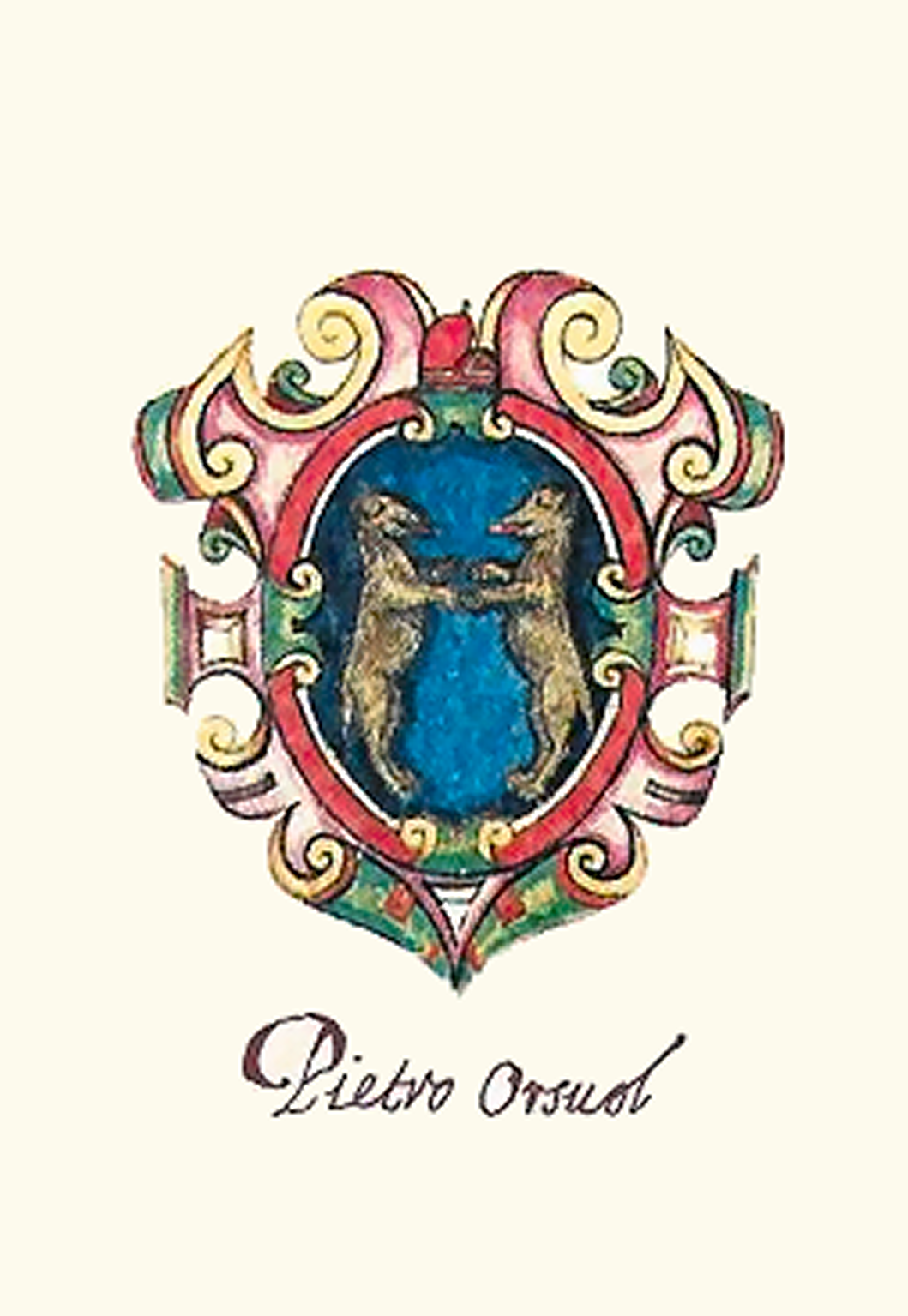
Wappen Pietros II. Orseolo entsprechend den Vorstellungen des 17. Jahrhunderts

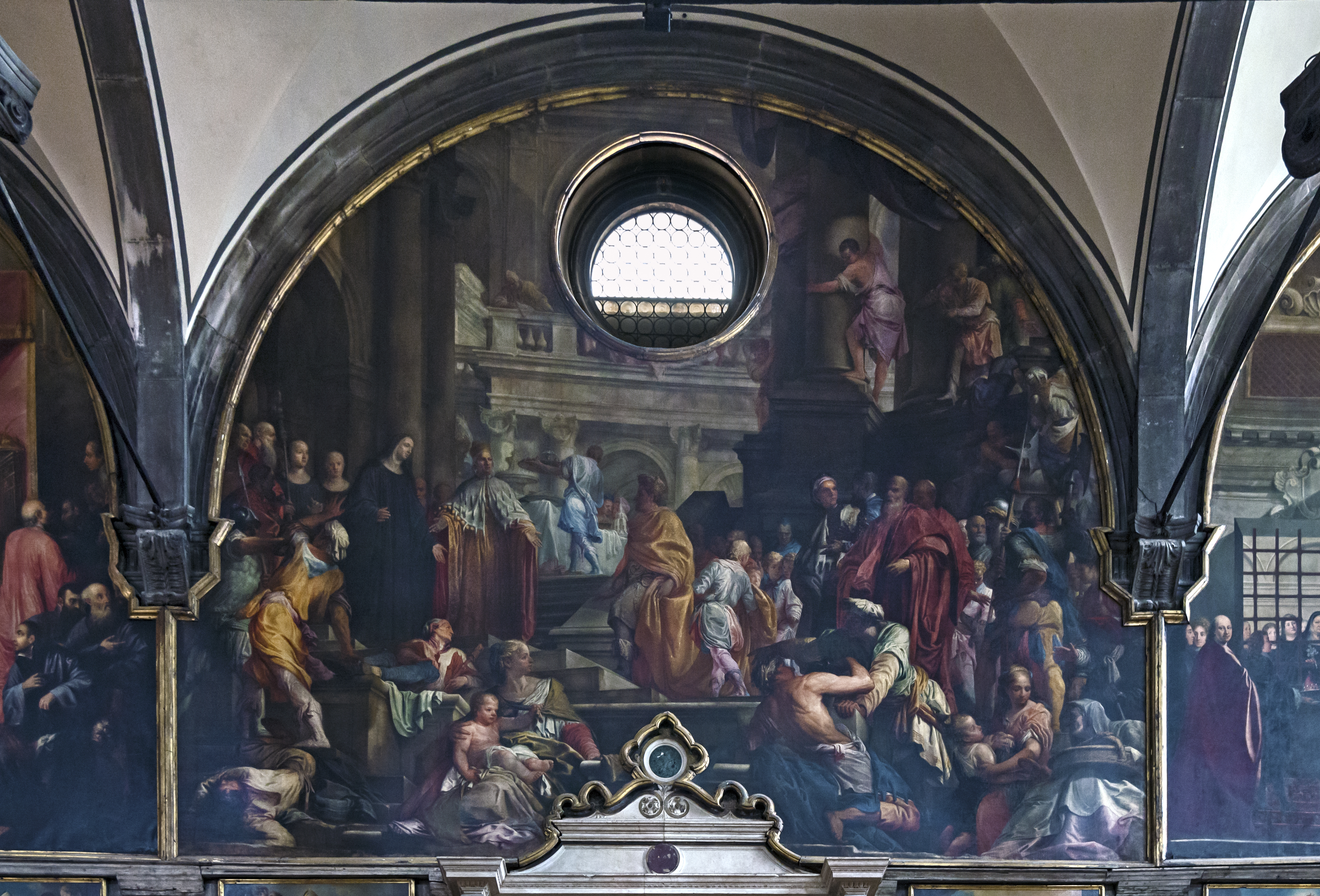
Kaiser Otto III. und der Doge Pietro II. Orseolo besuchen im Jahr 1001 das Kloster San Zaccaria (möglicherweise sollte es sich aber auch um Friedrich III. und den Dogen Cristoforo Moro im Jahr 1469 handeln), Historiengemälde von Giovanni Antonio Fumiani († 1710) im Kloster San Zaccaria

Für das Verhältnis sowohl zu den Ottonen als auch zur Makedonischen Dynastie war diese Phase von entscheidender Bedeutung, denn Venedig konnte zu den weit überlegenen, überaus expansiven Kaiserreichen entweder freundschaftliche Beziehungen aufrechthalten, oder, wie gegenüber dem Römisch-deutschen Reich, wiederherstellen. Diese Bemühungen mündeten nach den Auseinandersetzungen mit Otto II. in ein ungewöhnlich freundschaftliches Verhältnis mit dessen Sohn und Nachfolger Otto III. Für das Venedig des 14. Jahrhunderts war die Deutung, die man der Herrschaft des Orseolo gab, dementsprechend von höchster symbolischer Bedeutung im Kontinuum der äußeren Beziehungen. Das Augenmerk der Chronik des Dogen Andrea Dandolo repräsentiert dabei in vollendeter Form die Auffassungen der zu seiner Zeit längst fest etablierten politischen Führungsgruppen, die vor allem seit diesem Dogen die Geschichtsschreibung steuerten. Sein Werk wurde von späteren Chronisten und Historikern immer wieder als Vorlage benutzt, daher wurde es überaus dominierend für die Vorstellungen von der venezianischen Geschichte vor seiner Zeit. Wichtiger jedoch als diese Quelle ist die Chronik des Johannes Diaconus, der in die Ereignisse offenbar persönlich involviert war. Dabei stand bei beiden Chronisten das Recht aus eigener Wurzel, mithin die Herleitung und Legitimation ihres territorialen Anspruches, im Mittelpunkt. Daher war schon immer die Anerkennung und möglichst die Erweiterung der „alten Verträge“ durch die jeweils neu ins Amt gelangten Kaiser (und Könige) von enormer Bedeutung. Doch 992 gelang im Osten ein Durchbruch mit einem Privileg, das Venedigs dortigen Händlern eine enorme, irreversible Dominanz verlieh, die sich durch den Niedergang nach der Epoche der Makedonischen Dynastie noch weiter verstärken sollte. Die Frage der Erbmonarchie, die die Candiano seinerzeit durchzusetzen versuchten, und die trotz der Katastrophe von 976 bald wieder virulent wurde, war zur Zeit Andrea Dandolos in keiner Weise mehr mit den Interessen der zu dieser Zeit herrschenden Familien, vor allem aber nicht mehr mit dem Stand der Verfassungsentwicklung in Übereinstimmung zu bringen. Zugleich blieb der Ausgleich zwischen den ehrgeizigen und dominierenden Familien eines der wichtigsten Ziele, die Herleitung der herausgehobenen Position der ‚nobili‘ im Staat von großer Bedeutung. Die Etappen der politischen Entwicklungen, die schließlich zur Entmachtung des Dogen, dem man zunehmend Repräsentationsaufgaben zuwies, aber keine eigenständigen Entscheidungen mehr zugestand, war ein weiteres Darstellungsziel, auch wenn Pietro II. Orseolo geradezu das Gegenteil dieses Herrschertyps verkörperte, denn in ihm sah man geradezu absolutistische Züge. Hingegen war die institutionelle Einbindung des Amtes im 14. Jahrhundert vergleichsweise weit vorangeschritten.

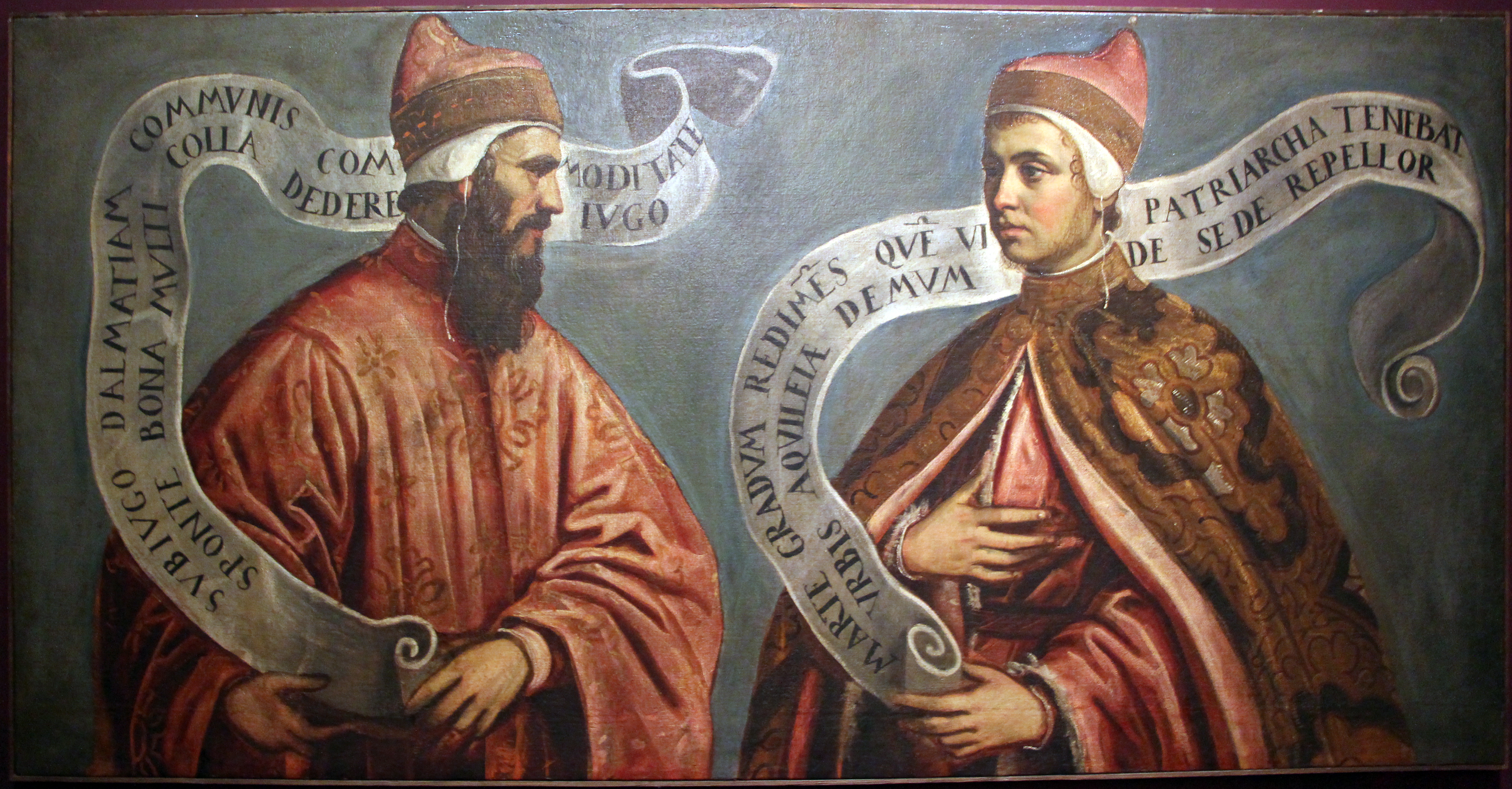
Domenico Tintoretto: Porträt des Dogen mit seinem Sohn Ottone Orseolo (II.), Öl auf Holz, 1590, Saal des Großen Rates im Dogenpalast. Bei Pietro II. Orseolo hebt das Schriftband die Eroberung Dalmatiens hervor.

Die älteste volkssprachliche Chronik Venedigs, die Cronica di Venexia detta di Enrico Dandolo aus dem späten 14. Jahrhundert, stellt die Vorgänge ebenso wie Andrea Dandolos Chroniken auf einer in dieser Zeit längst geläufigen, von Einzelpersonen, vor allem den Dogen beherrschten Ebene dar. Das gilt umso mehr für den zweiten Pietro Orseolo. Die individuellen Dogen bilden sogar das zeitliche Gerüst für die gesamte Chronik, wie es in Venedig Usus war. Die Cronica berichtet über „Piero Orsiolo“, der vom zuvor genannten Heiligen abstamme, ihm und den Venezianern habe „tucta la Dalmatia“, von den Narentanern bedrängt, die Herrschaft angeboten. Daher übernahm der Doge, „personalmente“ eine große „armada de galleie et nave“ führend, die „signoria“. „Giara“ (Zara) empfing ihn mit Prozessionen und Gesang, das ganze Hinterland habe dem Dogen und seinen Nachfolgern Treue geschworen. Genauso seien alle aus „Belgrado, Sibenico et Thrau, Spalato, Ragusi, Arbe et tucte altre contrade de Sclavania“ nach Venedig gekommen, um dort der „Comun di Venesia“ einen entsprechenden Treueid abzulegen. Dann besiegte der Doge die Narentaner. Die neuen Besitztümer erhielten die Bezeichnung „Dalmatia et Croatia“, der Doge schickte „rettori“ in alle Städte. Nach Ragusa ging „Octo Orsiolo“, der Sohn des Dogen, nach „Spallato“ „Domenego Pollani“, nach „Trau“ „Giane Corner“, nach „Sibinico“ „Vidal Michiel“, „Mapheo Justinian“ wurde Rector in „Belgrado“, „Marin Memo“ in „Ziara“, wie der Chronist weiß. Nach dieser Auflistung ergänzt der Verfasser der Chronik: „dele altre et luogi et terre non trovo che fusse, ma può esser che li dicti per prima sufficiase in tucti luogi“. Er habe also nicht herausfinden können, wer Rektor in den anderen Städten Dalmatiens geworden war, es könne aber auch sein, dass die besagten Männer zunächst einmal ausreichend gewesen seien. Zum Besuch Ottos meint der Verfasser, er habe Venedig wegen seiner „grande divotion et riverentia“ besucht, um die Reliquien des heiligen Markus aufzusuchen. Dort wurde er mit den gebührenden Ehren empfangen. Die Freundschaft zwischen den Herrschern war so groß, dass Otto den gewöhnlichen Tribut „per dono et liberalitade“, der zu leisten war, wieder zurückgab. Dieser bestand in „alcun pano d’oro“, golddurchwirktem Tuch wohl. Ohne Einzelheiten nennt er nur das ausgestellte Privileg, erwähnt allerdings mit keinem Wort das byzantinische Gegenstück. Nur kurz nachdem der Kaiser ehrenvoll bis in die Lombardei begleitet worden, sei der Doge, „habiando ducado ani XVIII“, gestorben, nach 18 Jahren der Dogenherrschaft also.

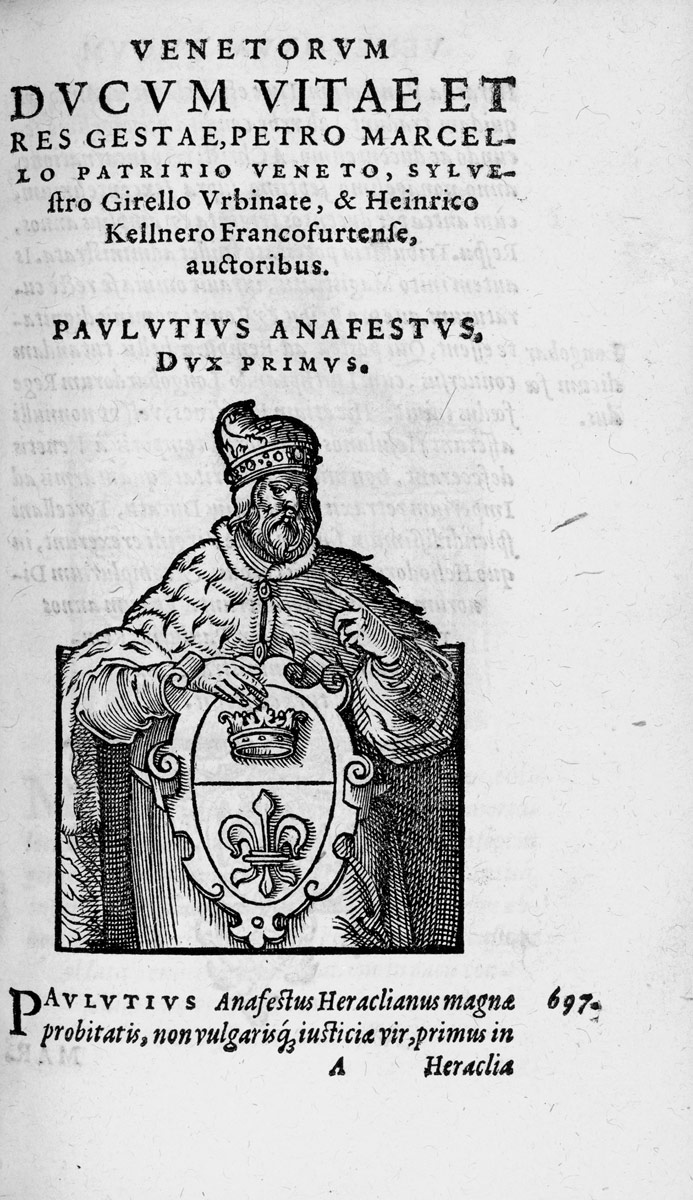
Seite aus einer Ausgabe der Vite de'prencipi di Vinegia des Pietro Marcello, die den (angeblichen) ersten Dogen darstellt.

Pietro Marcello meinte 1502 in seinem später ins Volgare unter dem Titel Vite de'prencipi di Vinegia übersetzten Werk, der Doge „Pietro Orseolo Doge XXV.“ „fu creato doge dal popolo“. Venedig habe nicht nur nach innen und außen floriert, sondern sei stark angewachsen. Nach dem Verfasser erhielt Venedig zunächst von den beiden byzantinischen Kaisern ein Privileg, das die venezianischen Händler von den „gabelle“ befreite. Dann schickte der Doge Gesandte zu den Ägyptern und Syrern und „li fece amici de’Venetiani“, machte also aus ihnen Freunde, ähnlich wie er es mit allen Fürsten Italiens durch Geschenke und Freundlichkeiten („amorevolezze“) erreichte. Den Narentanern zwang er Frieden unter der Bedingung auf, dass sie die Schäden ausglichen und die Piraterie aufgaben. Ausgestattet mit der Standarte des hl. „Ermagora“, die er vom Patriarchen von Grado erhalten hatte, gelang die erstmalige Unterwerfung von Parenzo, aber auch von Pola, genau wie ‚viele andere Städte Istriens und Dalmatiens‘ Venedigs Herrschaft anerkannten. Curzola wurde mit Gewalt eingenommen, ebenso Lesina. Der Doge kehrte, nachdem er das Meer von „assassini“ gereinigt („purgato“) und Istrien und Dalmatien unterworfen hatte, nach Venedig zurück. Er sollte nicht mehr nur Doge von Venedig, sondern auch von Dalmatien sein. Pietro, einer seiner Söhne, wurde nach Verona gesandt. Er wurde dort nach dem Paten „Otone“ genannt. Vom Paten erhielt Venedig überaus große Privilegien. Auch berichtet Marcello vom geheimen Besuch des Kaisers in Venedig. Wegen seiner Verdienste wurde dem Dogen „per publico consentimento“ gestattet, seinen Sohn Giovanni zum „compagno“ zu erheben. Dieser kehrte mit seiner Frau und seinem Bruder „Otone“ sowie vielen Geschenken aus Konstantinopel zurück, und starb. Nachdem Pietro glücklich 18 Jahre lang regiert hatte, ergänzt der Verfasser unmittelbar nach dem tragischen Tod von Sohn, Schwiegertochter (und Enkel, den Marcello gar nicht erwähnt), starb der Doge und wurde in der „segrestia“ von San Zaccaria beerdigt.
Nach der für die frühere venezianische Geschichte vor 1280 eher lakonischen, 1532 fertiggestellten Chronik des Gian Giacomo Caroldo, den Historie venete dal principio della città fino all’anno 1382, folgt ein vergleichsweise detailreicher Bericht. Otto II. habe Lebensmittellieferungen nach Venedig verboten, und auch die venezianischen Händler seien des Reichs verwiesen worden. Die Venezianer, die ihre Freiheit nach Auffassung der Chronik verteidigen wollten, litten Hunger. Cavarzere ließ sich von den nach Verona, an den kaiserlichen Hof geflohenen Caloprini in den Aufstand treiben. Es unterstellte sich Otto II. Der Bischof von Belluno okkupierte viele Besitztümer der Venezianer. Der Kaiser, der in seinem Hass gegen Venedig verharrte, starb 983, so dass erst sein Tod Venedig von dieser Gefahr befreite. Der Doge Tribuno Memmo wurde zum Mönch. Bei der Wahl Pietros II. Orseolo gibt der Chronist zum ersten Mal das Alter eines Dogen an, nämlich 30 Jahre. Er habe nicht nur Frieden und Ruhe gebracht, sondern auch das Herrschaftsgebiet erweitert. Im Gegensatz zur Cronica schickte der neue Herrscher Gesandte nach Konstantinopel, die von den beiden Kaisern „privilegio d’immunità, che Venetiani liberamente potessero navigare et essercitare la mercatia in tutti li luoghi del loro Imperio“ erhielten, ein Immunitätsprivileg, das den Venezianern die freie Schifffahrt und den Handel mit Waren an allen Orten in ihrem Reich gestattete. Auch zu Otto III. entsandte der Doge zwei Männer, nämlich „Marino Diacono et Gioanni Orsiolo“, die nicht nur die ‚gewohnten‘ Privilegien erhielten, wie der Autor hervorhebt, sondern der Republik ehrenvolle neue Prärogativen, „et massimamente ch’alcuno ribello Venetiano non fusse accettato nelle terre et luoghi dell’Imperatore“, dass also kein Rebell mehr Aufnahme finde im Imperium – dies waren wohl die Folgen der Flucht der Caloprini, die Ottos Vater dazu veranlasst hatten, Venedig zu belagern. Darüber hinaus gab der Doge ein Edikt heraus, dass niemand mehr beim Befahren der Adria Tribute an die Narentaner leisten durfte, die dort ihre „arte piratica“ ausübten. Um die Güter, die Venedig vom Bischof von Belluno geraubt worden waren, zurückzugewinnen, blockierte Venedig nun seinerseits mit Erfolg das „Bellunense“. Als Otto III. nach Italien kam, wurde ein Friedensvertrag geschlossen. Folgt man Caroldo, dann schickte der Doge seinen Sohn Pietro auf Ersuchen „Sua Maestà“ nach Verona, wo der Kaiser zu dessen Paten wurde. Der Sohn hieß nunmehr „Otho“ und er kehrte mit reichen Geschenken zurück. Als sich der Kaiser in Ravenna aufhielt – auch dies in Gegensatz zu anderen Chroniken –, schickte der Doge seine „Oratori“ Pietro Gradenigo und „Gioanni Diacono“, die ein neues Privileg erhielten. Der „giudice delli Croati“ fügte Venezianern, die sich aufgrund des Edikts des Dogen weigerten, Tribut zu zahlen, schweren Schaden zu, woraufhin „Baduario Bragadino“ mit sechs Schiffen „Scusa“ einnahm, wo er viele Gefangene befreite und mitnahm. Der Autor meint, die Kaiser „Basilio et Constantino“ hätten den Dogen gebeten, seinen Sohn nach Konstantinopel zu schicken, der „honorato“ und mit ‚nicht geringen Geschenken‘ zurückkehrte (S. 79). Danach schildert der Autor mit ungewohnter Ausführlichkeit die Auseinandersetzungen mit den Narentanern, die dadurch entstanden, dass sich die beiden Söhne des „Tirpunir Re de Slavi“ um ihr Erbe stritten. Aus diesem Streit zwischen „Murcimer et Sarigira“ entstand den dalmatischen Städten so großer Schaden, dass „consentirono li Greci Imperatori che Dalmatini fussero aiutati da Venetiani“, dass ihnen die Venezianer mit Einverständnis des byzantinischen Kaisers halfen, der selbst im Kampf mit ‚nördlichen und barbarischen Völkern stand‘ („nationi“). Damit begann, wie Caroldo ausdrücklich festhält, die rechtliche Unterstellung unter Venedigs Herrschaft („principio di dominar la Dalmatia giuridicamente“). Die Narentaner verschleppten 40 Bewohner Zaras, woraufhin die dalmatinischen Städte den Dogen um Hilfe ersuchten. Dieser fuhr mit der Flotte nach Aquileia, nachdem ihm vom Bischof von Olivolo die Standarte in San Pietro di Castello übergeben worden war. Von dort ging es nach Grado, zur „Isola di Parenzo“, dann ins Kloster „San Andrea“ auf einer Insel nahe Pula, weiter nach Ossero, wo selbst die zum römisch-deutschen Reich gehörenden Kastellane ihm und seinen Nachfolgern „spontaneamente“ den Treueid schworen. Zara empfing den Dogen feierlich als seinen „Signore“, woraufhin der ‚König der Slawen‘ zwei Boten schickte, die um Frieden baten, was der Doge jedoch ablehnte. Er beriet sich im Gegenteil mit den „principali capi dell’una et l’altra Natione, Veneta et Dalmatina“, wie man die Plätze der Feinde besetzen könne. Mit zehn Galeeren legten sich die Venezianer nahe der Insel „Cazza“ (Sušac), die am weitesten vor der Küste lag, auf die Lauer und kaperten nach kurzer Verfolgungsjagd bis Trau die 40 Handelsschiffe der Narentaner, die aus Apulien zurückkehren wollten. „Serigna“, der von seinem Bruder vertrieben worden war, verbündete sich mit dem Orseolo und überließ ihm seinen Sohn „Steffano“ als Geisel. Diesen verheiratete der Doge mit seiner Tochter „Nicela“. Nun unterstellte sich auch Spalato Venedig durch Eid. Nachdem der ‚Fürst der Slawen‘ ihm Kompensation für die Schäden zugesagt hatte, ließ er bis auf sechs Männer alle Gefangenen frei. Die Insel Curzola, die den Eid verweigerte, wurde mit Gewalt unterworfen. Nun ging es gegen die „Lesignani, huomini di perversa sorte“, schlecht und gierig, die die venezianischen Schiffe beraubt hatten. Sie waren zwar bei Ankunft der gesamten Flotte bereit, sich zu unterwerfen, doch verlangte der Doge die Zerstörung der Stadt, woraufhin die Bewohner die Unterwerfung ablehnten (S. 83 f.). An dieser Stelle bietet die Chronik erstmals eine Ansprache an die „soldati“. Darin warf der Orseolo den Feinden nicht nur Piraterie vor, sondern auch einen Angriff auf Venedig selbst. Nach der Eroberung wurde die Stadt zwar zerstört, die Bewohner jedoch begnadigt. Die Flotte zog sich zur „Isola di San Massimo“ zurück. Nun leistete auch der Bischof von Ragusa mit den Seinigen den Treueid – wie insgesamt in der Chronik die Bischöfe als eigentliche Stadtherren auftreten. „In antiche scritture“, so der Verfasser, habe er die besagten Rektoren gefunden, die nunmehr über die Städte gesetzt wurden. Daraufhin, so der Verfasser, habe der Doge als Gesandten „Gioanni Diacono“ zu Kaiser Otto gesandt, um diesem den Sieg zu melden. Der Gesandte zog mit dem Kaiser nach Rom, wo die Grenzen Venedigs bei Heraclea bestätigt worden seien, wie sie zur Zeit des Pietro Candiano bestanden. Bei dieser Gelegenheit äußerte der Kaiser den Wunsch, sich heimlich mit dem Dogen zu treffen, „suo cordial amico“, ihn zu umarmen und ihm persönlich zum Sieg zu gratulieren. Otto ging nach Rom, dann in die Abtei Pomposa, bestieg dort mit sechs Dienern und Vertrauten sowie Johannes Diaconus ein Boot und kam unerkannt nach San Servolo. Von dort besuchten die beiden Herrscher des Nachts San Zaccaria und den hl. Markus, dann den Dogenpalast. Schließlich hielt der Kaiser eine Tochter des Dogen bei der Taufe und hob die Verpflichtung auf, jedes Jahr dem Kaiser ein „palio d’Altare“ zukommen zu lassen. Nachdem Otto, während der ganzen Zeit in einfacher Kleidung, Venedig verlassen hatte, rief der Doge das Volk zusammen, um vom Besuch des Kaisers zu berichten. Er schlichtete zudem einen Streit zwischen Cavarzere und „Loredo“, der auf ein Privileg Ottos II. zurückging, das während der besagten Blockade ausgestellt worden war. Wegen der großen Verdienste des Dogen forderte ihn das Volk auf, seinen Sohn zum Mitdogen zu erheben. Die beiden Dogen, wie es ausdrücklich heißt, schickten Johannes Diaconus 1002 zum Nachfolger des verstorbenen Kaisers, zu „Henrico Bavaro Imperatore“, also zu Heinrich II. Johannes Diaconus erhielt die gewohnten Privilegien für Venedig, der Kaiser ernannte („nominò“) den zweiten Pietro Orseolo nicht nur zum Dogen Venedigs, sondern auch von Dalmatien. Eine Flotte unter Führung seines Mitdogen und Sohnes versorgte das von Sarazenen belagerte Bari mit Lebensmitteln. Zusammen mit der Flotte unter Führung des kaiserlichen „Gregorio capitano“ besiegte er die Belagerer in einer Seeschlacht, woraufhin die Belagerung gesprengt wurde. Die beiden Dogensöhne Johannes und Otto wurden von den beiden Kaisern in Konstantinopel mit großen Ehren empfangen. Johannes gab man die besagte Maria zur Frau. Als er mit ihr nach Venedig zurückkehren wollte, bat ihn Kaiser Basileios zu warten, bis er die Bulgaren besiegt hätte. Nach seiner Rückkehr erhielt Johannes den Titel eines Patricius. Mit den Reliquien der hl. Barbara und „Otho“ kehrte das Paar zurück, das kurz nach der Rückkehr einen Sohn bekam, der den Namen „Basilio“ erhielt. In die nächsten Zeilen streut der Chronist ein, dass die Bewohner von Pieve di Sacco doch weiterhin das Ripaticum in Rialto entrichten mussten, dass die Falieri dem Kloster Brondolo die von ihnen errichtete Kirche San Benedetto stifteten. Im 15. Jahr des Dogen „venne una mortalità“, ‚kam ein Sterben‘, wie „quasi“ überall in der Welt. Man fand kein Heilmittel („remedio“), denn was dem einen half, schadete dem anderen. Die Erkrankten wurden lethargisch und ließen sich von der „pestilenza“ überwältigen. Am 16. Tag starben Johannes und Maria. Um den Dogen zu trösten, erhoben die Venezianer Otho auf Torcello zum Mitdogen. Dort wurde „Felicita“ zur Äbtissin von San Giovanni Evangelista ordiniert. Der Doge brachte den Wiederaufbau des Dogenpalasts „con la Capella di San Marco“, wie es dort ausdrücklich heißt, zu Ende, und verteilte die eine Hälfte seines Vermögens an seine Kinder, die andere an die Armen. Im 17. Jahr seiner Herrschaft und im 48. seines Lebens starb der Doge und wurde in San Zaccaria beigesetzt.
Heinrich Kellner setzt in seiner 1574 erschienenen Chronica das ist Warhaffte eigentliche vnd kurtze Beschreibung, aller Hertzogen zu Venedig Leben ebenfalls mit einer sehr positiven Beurteilung der äußeren und inneren Situation ein, hebt aber zunächst das byzantinische Privileg von 992 hervor. Pietros Gesandte machten Ägypter und Syrer „zu Freunden“, ähnlich in Italien. Gegen die Narentaner zog er mit einer „grossen Kriegsrüstung zu Wasser“, erzwang einen Vertrag, der Wiedergutmachung und ein Ende der Piraterie vorsah; dann „durchstreifft“ die „Armada“ „die gantze Dalmatische oder Schlavonische See oder Meer“. Nach Kellner wurde erstmals überhaupt Parenzo unterworfen, dann folgten die Städte Dalmatiens, wobei sich „Dardurch dann die von Ragusa also erschrecket und beweget wurden / daß sie ihre Gesandten schickten / und sich ergaben“. Kellner war nicht der erste, der behauptete, dass „alle Städte auff dem Lande mit neuwen Amptleuten oder Vögten besetzt worden“ seien. Zu König Otto, auf dem Weg nach Rom, schickte Petrus seinen Sohn nach Verona „und ward Otto genennt“. „Hernach kam Otto / doch unbekannt gen Venedig / dann er hatte es Gott gelobet“ – dies ist die einzige Begründung Kellners für den heimlichen Besuch in Venedig. „Umb seiner verdienst willen / gegen dem gemeinen Nutzen“ wurde dem Dogen schließlich erlaubt, „daß er seinen Son Johannem zu einem Gehülffen oder Coadiutum neme.“ Doch starb dieser, nachdem er „mit seinem Weib / unnd seinem Bruder Otone“ aus Konstantinopel zurückgekehrt war. Unmittelbar daran schließt der Verfasser den Tod des Dogen an, „und warde sein Cörper begraben zu Sanct Zacharias/in die Sacristey.“

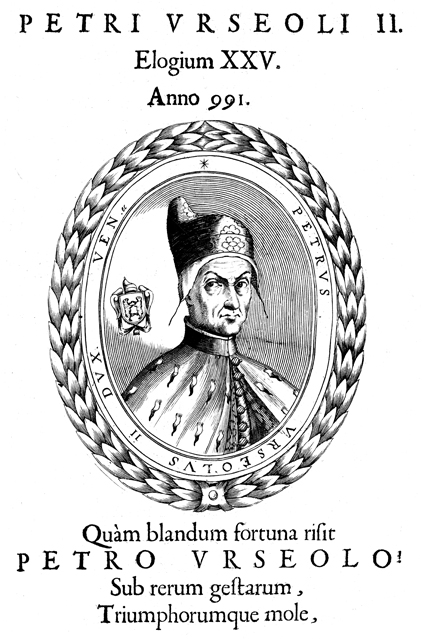
Leone Matina: Phantasieporträt des Dogen in der wohl ersten gedruckten Porträtserie aller bis dahin anerkannten Dogen, dem Ducalis regiae lararium von 1659

In der Übersetzung von Alessandro Maria Vianolis Historia Veneta, die 1686 in Nürnberg unter dem Titel Der Venetianischen Hertzogen Leben / Regierung, und Absterben / Von dem Ersten Paulutio Anafesto an / biss auf den itzt-regierenden Marcum Antonium Justiniani erschien, zählt der Autor, abweichend von Pietro Marcello, „Petrus II. Orseolus, Der 26. Hertzog.“ Ihm seien „weilen ihm alle seine Anschläge und Unterfangungen nach Wunsch und Belieben ausgeschlagen / gleichsam von der Fortuna selbsten an sie abgefertigt und gesendet worden ; sintemalen er angefangen mit Eroberung der Illyrischen und Dalmatischen Provinzen und Landschafften das Reich gewaltig zu vermehren : Und / worüber sich noch am meisten zu verwundern / so hat er den Staat nicht mit List noch Gewalt […] sondern mit freiwilliger Einladung und ungezwungenen Willen dieser Völcker / die sich von sich selbsten / wegen seiner Liebe und Freundlichkeit / seiner Botmässigkeit unterworfen / erweitert und vergrössert“. Sie hätten ihre „eintzige Zuflucht zu den Venezianern genommen“, als die Raubzüge der Narentaner überhandnahmen, denn Byzanz sei weit weg gewesen und habe „wichtigere Geschäfte zu expdiren gehabt“. Nun unterwarfen sich der Bischof und das Volk von Parenzo, dann Pola, „Belgrado, Zara, Tran, Veggia, Arbe und Sebenico“, dann „Spalato“. Nur „Curzola“ wurde mit Macht gezwungen, ebenso wie „Lesina“, deren Mauern „unüberwindlich zu seyn geschienen“. Aus Schrecken vor dieser überraschenden Eroberung, unterstellte sich auch „Ragusa“ dem Dogen. Dann berichtet der Autor, wie „Kayser Otto der IV.“ „gantz unbekannter Weis / nach Venedig gekommen / allwo er in dem Kloster St. Servol, nur allein von fünff seiner Dienern begleitet / eingekehret“. „Als er aber von den hellsehenden Luchs-Augen der politischen Vorsichtigkeit / gar balden erkennet worden / hat er von dem Hertzogen / jedoch in der Stille / gar öfters Visiten empfangen“. „Durch allgemeine Verwilligung“ sei es dem Dogen „zugelassen worden / daß er seinen Sohn Johannem zu einen Gehülffen/zu sich nehmen mögen“. Doch sei dieser zusammen mit seiner Frau nach der Rückkehr aus Griechenland „an der damalig grassirenden Pest“ gestorben. Nur wenige Tage danach habe der Doge, da auch noch viele Venezianer an der Krankheit starben, in großer „Bekümmerniß“ seinen Geist aufgegeben und sei seinem Sohn nachgefolgt. Vianoli erwähnt nicht, dass der zweite Dogensohn das Amt übernahm.

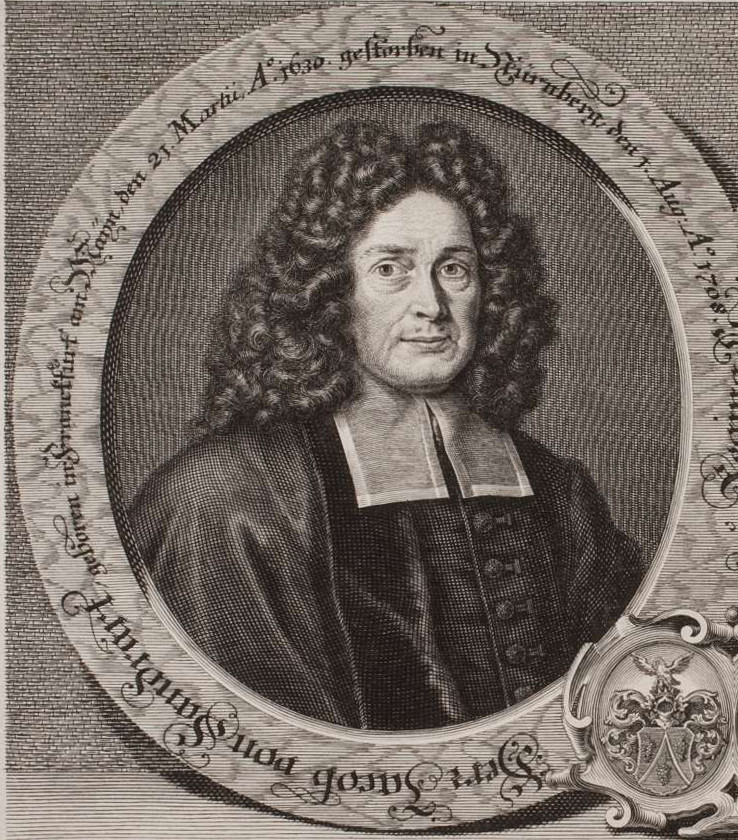
Porträt des Jacob von Sandrart (1630–1708), Maler war Johann Leonhard Hirschmann, Stecher Bernhard Vogel

1687 bemerkte Jacob von Sandrart in seinem Opus Kurtze und vermehrte Beschreibung Von Dem Ursprung / Aufnehmen / Gebiete / und Regierung der Weltberühmten Republick Venedig, dass „Im Jahr 991. ward erwehlet (XXV) Petrus Urseolus.“ Erst in dieser Zeit begann sich eine einheitliche Zählung der Dogen durchzusetzen. Dann setzt von Sandrart fort, dass er ein Sohn desjenigen war, der „heimlich davon gegangen / und sich in ein Kloster begeben“. Er „bemächtigte sich vieler Städte in Histrien und Dalmatien / so biß anhero von den Narentanischen Slavoniern mit steten Streiffungen angefochten worden / und machte sie der Republicq Venedig unterwürffig.“ Nach ihm „eroberte er auch die Insel Corcyra mit dem Zunamen die Schwartze genannt / so heutiges Tages Curzola heisset / und die Insel Pharia, anitzo Lisna genannt“ und nach seinem Kriegszug war es mit den Narentanern so, dass „weder einige Stadt/noch so gar des Volcks Namen überblieb“. Mit Ragusa kam es zu einem Vertrag, die Macht der Sarazenen wurde gebrochen, und sie seien „solcher gestalt aus gantz Italien vertrieben worden.“
Johann Hübner erwähnt in seinem ab 1693 in zweiter Auflage veröffentlichten Opus Kurtze Fragen aus der Politischen Historia nur lakonisch (und fehlerbehaftet), unter „Petrus Orseolus II.“ hätten „sich die besten Städte in Dalmatien, nemlich Zara, Veggia, Sebenico, Spalatro, Curzola und Ragusa in den Venetianischen Schutz“ begeben, „weil sie sonst vor den Türckischen See-Räubern nicht gesichert waren.“

### Historisch-kritische Darstellungen (ab dem 18. Jahrhundert)

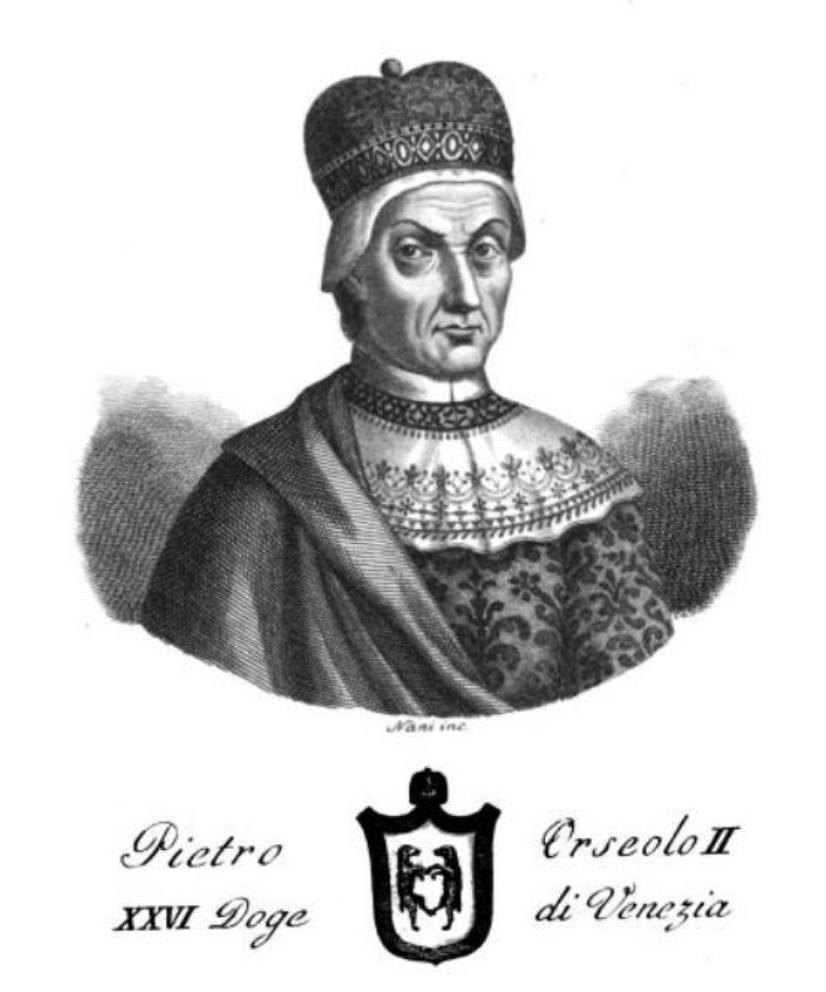
Phantasiedarstellung des Dogen von vor 1834, Antonio Nani: Serie dei Dogi di Venezia intagliati in rame da Antonio Nani. Giuntevi alcuni notizie biografiche estese da diversi, Bd. 1, Merlo, Venedig 1840, o. S. (Google Books)

Nach Johann Friedrich LeBret, der ab 1769 seine vierbändige Staatsgeschichte der Republik Venedig publizierte, „regiereten“ die Orseolo „wohl, sie hatten schöpferische Staatsgenies: aber desto unerträglicher wurden sie einer Republik, je monarchischer ihre Denkungsart war“ (S. 233). Als der neu gewählte Doge dem byzantinischen Kaiser seine Wahl mitteilte, erhielt er „bey dieser Gelegenheit einen offenen Brief, durch welchen die Venetianer Erlaubniß erhielten, in alle Häven des griechischen Reiches mit völliger Befreyung von allem Ankergelde und Zöllen ungehindert zu handeln.“ Byzanz lieferte „Ueppigkeitswaaren“, ihr Transport war in venezianischer Hand. Auch mit den islamischen Staaten kamen Verträge zustande („Venedig hat sich niemals viel um das päpstliche Geschrey bekümmert, welches im herrschsüchtigen Tone allen Fürsten befehlen will, mit keinem Irrgläubigen Bündniss einzugehen.“), ebenso wie mit den italienischen. „Die Zeiten Otto des dritten, waren für Venedig goldene Zeiten“. In Mühlhausen erlangten „Marinus und Johannes Urseolus“ die Bestätigung der alten Verträge, und LeBret zieht eine Reihe von Quellen heran, um zu belegen, dass Venedig dem Kaiser alljährlich einen „Mantel von Goldstücken“ geschickt habe. Doch „Otto der dritte befreyete hernach die Venetianer auf immer von der Entrichtung des Mantels“, eine Abgabe, die nach LeBret ein Unterordnungsverhältnis ausdrückte, wenn auch kein Herrschaftsverhältnis. Dem so erfolgreichen „Geiste der Handlung, der bereits diesen ganzen Staat gänzlich eingenommen hatte, waren nur noch die Seeräuber von Narenta hinderlich.“ Daneben, so der Autor, entwickelte der Doge städtebaulichen Ehrgeiz: „Grado, der Ort des Patriarchats, sah einer verfallenen Stadt ähnlich, welche ohne Zierrath, wie ein Dorf aussah. Er bauete daher diese Stadt von Grunde aus neu auf […] In Heraklea ließ er ebenfalls einen vortrefflichen Pallast aufführen, neben welchem er sich eine Landkapelle anlegete“ (S. 236). Als Bischof Johannes von Belluno weder auf Venedigs Rückgabeforderungen noch auf kaiserliche Befehle reagierte, blockierte Venedig die Mark Verona, und der Kaiser duldete dies, als er nach Italien kam. Der Dogensohn Piero kam nach Verona, damit der Kaiser als Pate anlässlich seiner Firmung auftreten konnte. Bei dieser Gelegenheit erhielt der Dogensohn den Namen Otto, der Kaiser wiederum setzte den Bischof von Belluno erfolgreich unter Druck. Damit konnte die Blockade nach Rückgabe der geraubten Güter aufgehoben werden. Auf der Rückreise von Rom ging Otto III. nach Ravenna, wo er der „Aebtissin Petronia, von dem Kloster des heiligen Zacharias in Venedig ihre Güter bestätigte“. Anders an der Ostküste der Adria. Dort waren drei Herrschaften entstanden, nämlich „Croatien, Servien und das eigentliche Dalmatien“. Sobald die Kroaten „das fränkische Joch abgeworfen hatten, so beunruhigten sie nunmehr auch die Dalmatier, welche auf den Inseln wohneten.“ Der byzantinische Kaiser gestattete den Dalmatiern, den Kroaten den verlangten Tribut zu entrichten, dem byzantinischen Statthalter jedoch nur noch „eine kleine Erkenntlichkeit“. Da sie aus Byzanz keine Hilfe mehr zu erwarten hatten, begaben sie sich „unter den Schutz der Venetianer“. „Peter Urseolus war kein Fürst, den eine Räubergesellschaft erschreckete“, so schickte er eine Flotte gegen die „Raubnester der Croaten“. Badoer Bragadin zerstörte daraufhin Pago, der Doge versprach „höhnisch“ selbst zu kommen, um den Kroaten ihr Gold zu bringen. Der Dogensohn „Otto“ suchte den Kaiser wieder in Pavia auf, der ihn mit Geschenken überhäufte. Der kaiserliche Rückhalt habe es dem Dogen ermöglicht, „ganze Provinzen“ zu erobern. Nach Beratung mit dem „Staatsrath“ (S. 240) stach eine Flotte unter dem Kommando des Dogen in See. Auch LeBret beschreibt nun ausführlich den Siegeszug ab Grado, doch bezweifelt er die von späteren Chronisten hinzugefügte Unterwerfung der Stadt, ebenso wie die von Triest, Pirano, Rovingo, Humago usw., denn Istrien gehörte immer noch zum Kaiserreich. In Dalmatien hingegen nahm er Unterwerfungsgesten entgegen und gliederte Mannschaften in seine Flotte ein – für LeBret legte er damit den „Grund zu der beständigen kriegerischen Pflanzschule, aus welcher Venedig bis auf unsere Zeiten seine besten Truppen gezogen hat“ (S. 241). Schon vor dem Feldzug hatte der Doge seinen Sohn Johannes nach Konstantinopel geschickt, wo er die Einwilligung des Kaisers erhalten hatte. Auch das Eheprojekt mit einem der kroatischen Könige führt der Autor aus, während sich ihm Spalato, „die Hauptstadt Dalmatiens“, unterstellte. Schließlich eroberte er die beiden Hauptinseln der Narentaner, wobei er den Hauptort des verhassten Lesina zerstören ließ. „Orseolo kehrte also im Triumphe wieder nach Venedig zurück“, doch „die ältesten Geschichtsschreiber melden noch nichts von den Obrigkeiten, welche die Venetianer in Dalmatien niedergesetzt. Es ist dieses eine bloße Erfindung des Sabellicus, die nirgends als in seinem Gehirne gegründet ist“ (S. 244 f.). Bei LeBret trifft Johannes Diaconus in Como auf Otto III., wo er erst spät vom Triumph des Dogen erfuhr. „Der Kaiser war hierüber so erstaunt, daß er als ein großer Regent, der einen erhabenen Geist hatte, den gleich erhabenen Geist des venetianischen Fürsten näher zu kennen wünschete.“ Daher ließ er dem Dogen ein geheimes Treffen im venezianischen Gebiet vorschlagen, ein Treffen, das LeBret ausführlich schildert. Bei ihm ging jedenfalls die Initiative vom Kaiser aus. Bei der Gelegenheit wurden die Venezianer von der jährlichen Goldmantelabgabe befreit. Als Geschenk führt der Autor unter anderem jenen „Lehnsessel von Elfenbeine“ auf. „Sie schieden endlich als wahre Freunde von einander und ihr Abschied kostete ihnen Thränen.“ Schließlich schildert der Autor die Vertreibung der Sarazenen vor Bari. Der byzantinische Kaiser initiierte ein Eheprojekt, durch das Maria „eine Tochter des Patricius Argyropulos“ Johannes, den ältesten Dogensohn ehelichte. Wegen seiner Ausführlichkeit vermutet LeBret, dass Johannes Diaconus mit dem Dogensohn gereist sei. In Venedig kam jener Basilius zur Welt. „Wie roh müssen die Sitten dieses Jahrhunderts gewesen und wie viel Aufsehen müssen die griechischen Galanterien gemacht haben“, wenn schon eine zweizackige Gabel dazu zählte, fragt sich rhetorisch der Autor.

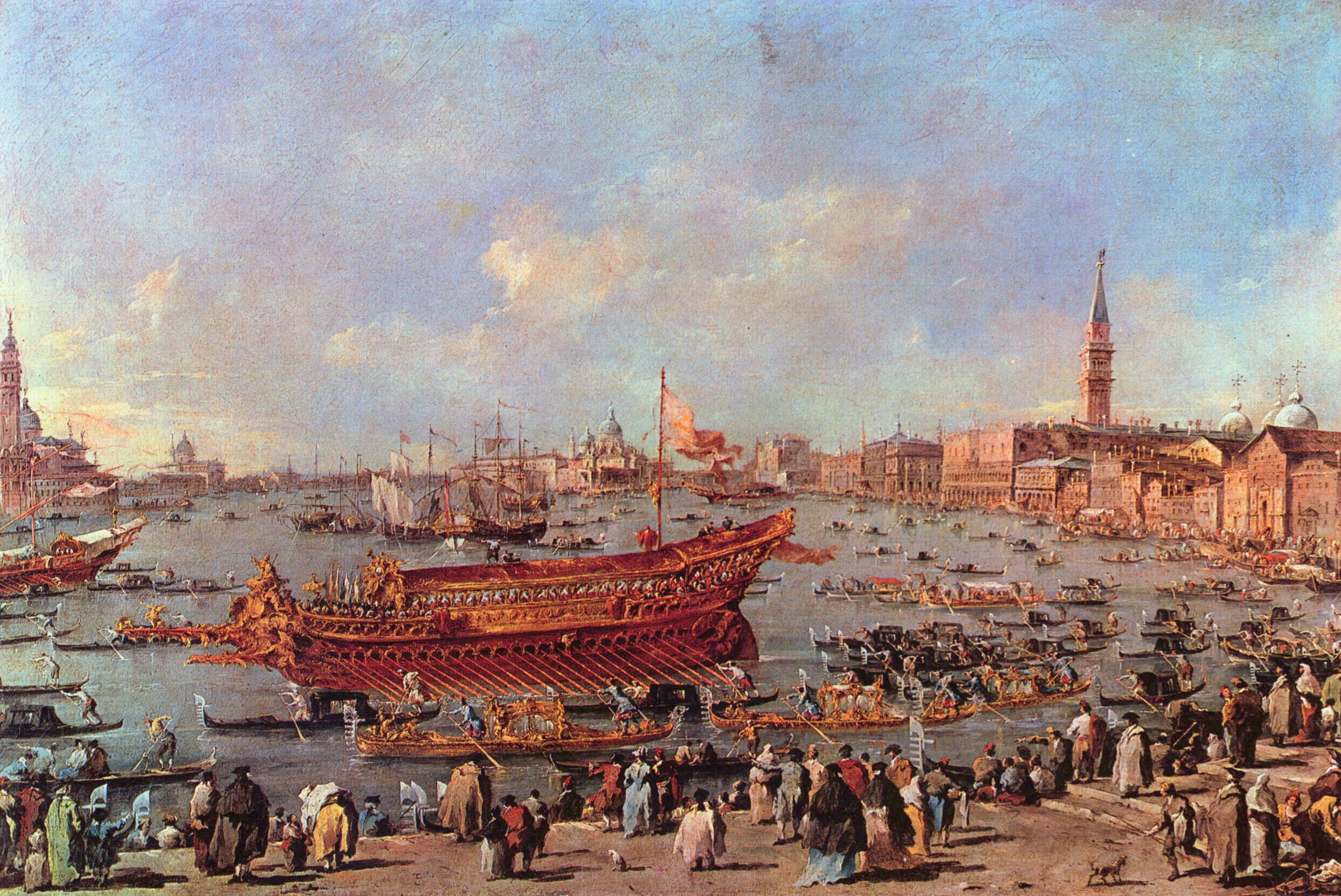
Festa della Sensa, ab dem 16. Jahrhundert als Vermählung des Dogen mit dem Meer bekannt: Der Doge Alvise IV. Mocenigo 1763 auf dem Bucintoro vor der Riva di Sant'Elena, Francesco Guardi, Öl auf Leinwand, 66 × 101 cm, um 1775 bis 1780, Louvre

Samuele Romanin, der sehr detailreich darstellende und in den historischen Zusammenhang einbettende Historiker, der diese Epoche 1853 im ersten der zehn Bände seiner Storia documentata di Venezia darstellte, meint, die erste Tat des Dogen habe im Aussenden von Unterhändlern zu den Kaisern des Westens und des Ostens bestanden. ‚Vielleicht‘, so Romanin, habe das Chrysobull von 992 bereits Mauritius, Sohn seines Vorgängers ausgehandelt, doch habe er womöglich die Ehre Petrus II. überlassen. Einschränkend bemerkt Romanin, dass die Venezianer keineswegs Waren von Amalfitanern, Juden oder Langobarden mit all diesen Erleichterungen verfrachten durften. Aus den „Protetti“ (‚Beschützten‘) wurden „Protettori“ (‚Beschützer‘). Um diesen Handel auch im Westen zu schützen, wurden gute Kontakte zu den dortigen Herrschern aufgebaut; 992 erfolgte in Mühlhausen die Verlängerung der alten Privilegien. Auch waren die Venezianer im Reich nicht der Reichsgerichtsbarkeit unterworfen, zudem entfiel das fodrum. Schließlich wurden Capodargine und Loreo Venedig restituiert. Darüber hinaus reichten die diplomatischen Kontakte bis zu den Sarazenen. Dies allein zeige schon an, dass sich das politische Konzept Venedigs verändert habe. Fügen mussten sich auch die drei Bischöfe der Mark Verona, also von Belluno, Treviso und Ceneda, die zunächst selbst der Kaiser nicht zum Nachgeben veranlassen konnte, die jedoch nach einer Handelsblockade nachgeben mussten. Belluno konnte weder Fleisch noch Butter oder Holz verkaufen, Venedig lieferte kein Salz mehr. Als der Kaiser nach Italien kam, fanden sie sich zu einem Kompromiss bereit. 996 erhielt der Doge die kaiserliche Erlaubnis, einen Hafen am Sile zu errichten, unweit der Ruinen von Altinum. Kommerzielle Abmachungen entstanden mit „Siccardo“, Bischof von Cenedia, und mit seinem Amtskollegen von Treviso. Von ersterem erhielt er, zur Pacht gegen 60 libra Öl und auf 29 Jahre mit der Möglichkeit der Verlängerung, die Hälfte des Kastells und des Hafens Settimo an der Mündung der Livenza in die Lagune von Caorle, wo Konkurrenz mit den Händlern aus Oderzo, Ceneda und Feltre bestand, vor allem aber mit deutschen Händlern. Bei Zuwiderhandlung war eine Verdoppelung der Pacht, bzw. 10 libra Goldes für den Bischof vorgesehen. Siccardos Nachfolger Grauso bestätigte 1001 den Vertrag und gestand Venedig darüber hinaus noch zur gleichen Pachtbedingung den Hafen Villano zu, der vielleicht am Lemene lag. Hinzu kamen Regelungen zu den Rechtsverhältnissen der jeweiligen Kaufleute. Das Salz wurde von allen Abgaben bis zu einer Menge von 20 modii freigestellt. Ähnlich wie bereits in Comacchio wurden an den besagten Orten venezianische Gastalden eingesetzt, die nach Romanin als Vorgänger der späteren Konsuln aufgefasst werden können (S. 273). Noch umfangreicher fielen die Vergünstigungen in Treviso aus, die ebenfalls 1001 eingeräumt wurden. In Venedig gewonnenes Salz blieb hier bis 300 modii abgabenfrei, Venedigs Händler erhielten drei Häuser in der Stadt, ansonsten entrichteten sie das übliche Quadragesimum weiterhin und konnten an jedem Ort im Gebiet des Bischofs Handel treiben. Romanin sieht darin eine gesteigerte Abhängigkeit der Nachbargebiete vom venezianischen Handel. – Innerhalb Venedigs veranlasste der Doge gemeinsam mit der Volksversammlung, dem Concio, dass sich jedermann in Gegenwart des Dogen angemessen zu verhalten habe, mit Respekt und Ehrerbietung, dazu ein Verbot Tumulte oder Waffengänge im Dogenpalast zu wagen – in Zeiten, in denen selbst Sklaven Waffen trugen, ein überaus wichtiger Schritt, um zur „santità della parola“ (‚Heiligkeit des Wortes‘) und zur öffentlichen Ruhe zurückzukehren, und um Gewalt und brutale Machtausübung zu beenden, wie Romanin ergänzt. Danach beschreibt Romanin das Vorgehen gegen die Narentaner (S. 274–281), wobei er wie andere Historiker auch, genau zu wissen meint, wer die Piraten waren, und wer die friedliebenden Händler – die Kaperfahrt und Gefangennahme von 40 aus Apulien heimkehrenden Narentanern, die in Traù festgesetzt wurden, war für ihn dementsprechend ein berechtigter Kriegsakt. Immerhin erläutert er ausführlicher, wie es zur Verselbstständigung Dalmatiens kam. Dabei nutzt er pathetische Worte für den Niedergang der Region („campagne desolate“, die schönsten Städte fielen in Ruinen usw.). Die byzantinischen Kaiser sahen Dalmatien folgerichtig lieber in den Händen des befreundeten Venedig, als in denen der Piraten. Im Gegensatz zu seiner sonst üblichen Unterscheidung zwischen dem früheren Johannes Diaconus und dem mehr als drei Jahrhunderte später schreibenden Andrea Dandolo, erwähnt er nicht, dass die Städte sich keinesfalls dem Dogen dauerhaft unterworfen hatten. Für ihn fügten sich die Städte und Inseln in eine Art Vasallität, weil sie den Schutz Venedigs suchten. Allerdings erwähnt er, dass Johannes Diaconus ausdrücklich anführt, dass das Loblied auf den Dogen erst nach demjenigen auf den Kaiser erfolgt sei. Den kroatischen Gesandten habe der Doge abgewiesen, weil er glaubte, der König wolle damit nur Zeit gewinnen, sich besser zu rüsten. Beim Streit der kroatischen Könige korrigiert er die Ansicht der Chronisten auf der Grundlage dalmatischer Dokumente: Die Chronisten nannten „Murcimiro“ als König, und „Surigna“ als dessen Bruder, doch sei ersterer „Dircislao“ gewesen, der Bruder sei hingegen „Cresimiro“ gewesen, der Vater des „Stefano“ (S. 278). Auf der Rückreise besuchte der Doge alle Städte, die Venedigs ‚Schutz akzeptiert‘ hätten, doch akzeptierten sie – womit Romanin der Herrschaft einen neuen Akzent gab – die neuen Herren nicht als „Signori“, sondern nur als „Governatori“. Die Gesetze der Städte wurden respektiert, ebenso die Gebräuche und Gewohnheiten, nur ein leichter Tribut wurde eingefordert. So musste Arbe 10 libra Seide liefern, Ossero 40 Marderfelle, Veglia 15 Marder- und 30 Fuchsfelle, Spalato musste zwei Galeeren und eine „barca“ bereitstellen, wenn die Venezianer eine „squadra“ auf See hielten. Pola sollte 2000 libra Öl an San Marco liefern sowie einige „barche“; die anderen Städte, so Romanin, entrichteten ähnliche Tribute. Im Gegenzug wurden die genannten Magistrate nach Spalato, Traù, Sebenico, Belgrado, Zara und Curzola entsandt (S. 280). Es entstanden Handelshäuser in Zara, die Venezianer unterlagen ihren eigenen Gesetzen, das Holz der Wälder auf Curzola ließ den Preis sinken, denn bis dahin stand nur unter strikten Ausfuhrbedingungen Holz aus dem Trevigiano und dem Bellunese zur Verfügung. Dies wiederum kam der Vergrößerung der Flotte zugute. Einmütig räumte der Concio dem Dogen den Titel „Duca di Dalmazia“ ein. Die jährliche Feier der Eroberung hieß schon zur Zeit Papst Alexanders III. „Sposalizio del mare“, so Romanin (S. 281).

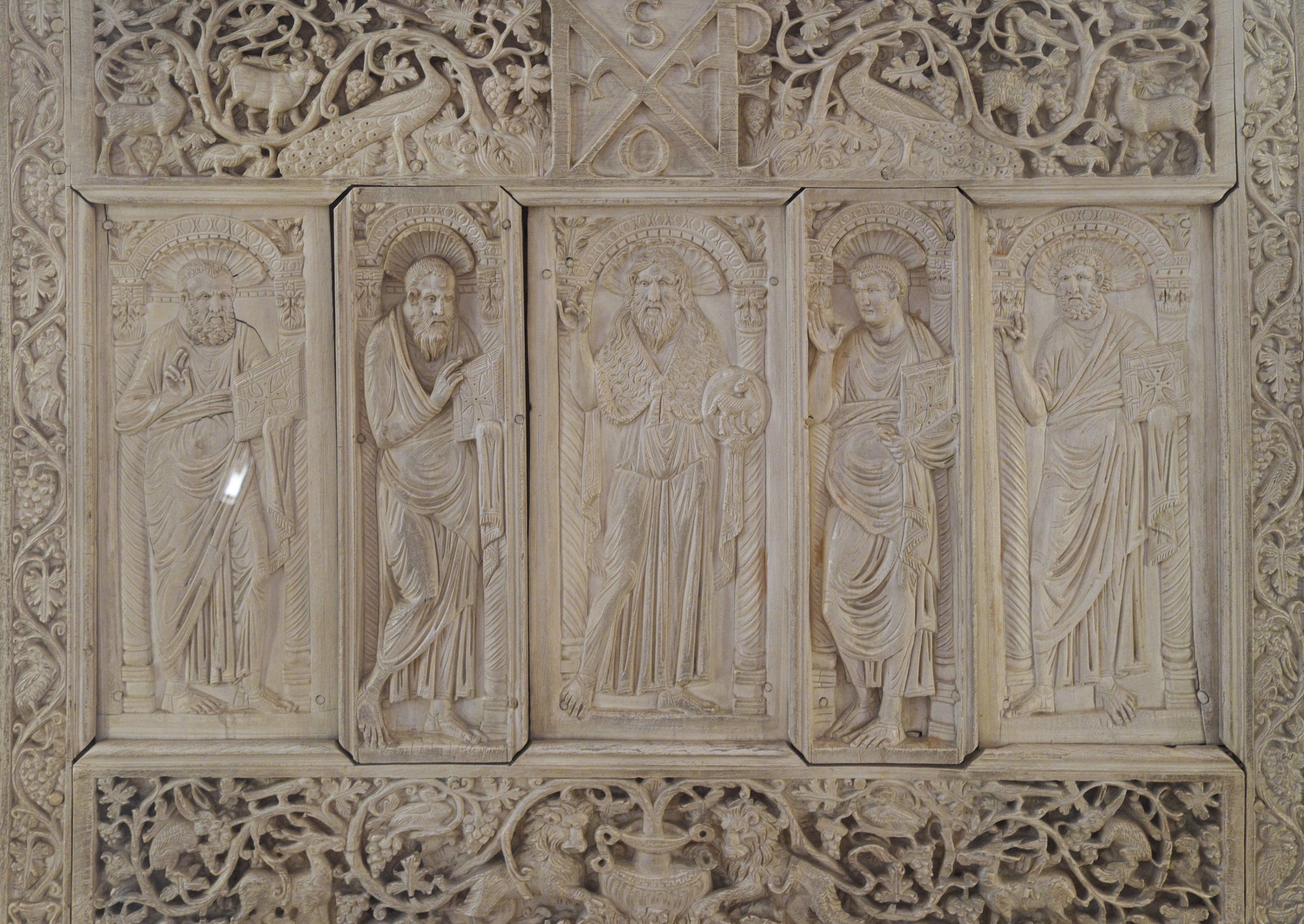
Detail des Dogengeschenkes an Otto III., der Maximianskathedra, mit den vier Evangelisten und Johannes dem Täufer

Schließlich berichtet Romanin, Johannes Diaconus folgend, vom heimlichen Besuch Kaiser Ottos III. in Venedig. Nach Romanin passte der Besuch gut in die Pläne des Kaisers, das Römische Reich wieder aufzurichten und Rom zu dessen Hauptstadt zu machen. Dazu passe auch die byzantinische Ehe des Kaisers. Zudem sei die Verschönerung des Dogenpalasts, bewundert vom Kaiser, der ja schließlich Rom gekannt habe, aber auch die Weite des politischen Horizonts Venedigs, hervorzuheben. Der Markusplatz sei, ebenso wie der Dogenpalast, befestigt gewesen, daneben auch Grado. Und auch der Sinn für Kunst habe erste Wurzeln geschlagen. Otto und Pietro beschenkten sich gegenseitig mit Kunstwerken, wie der besagten Maximianskathedra. Ottos Nachfolger Heinrich II. bestätigte Venedigs Privilegien. Auch mit den Ostkaisern setzten sich die guten Beziehungen fort, Venedig gab nach der Rückeroberung Bari an Byzanz zurück und half bei der Vertreibung der Sarazenen nach einer dreitägigen Schlacht. Nach Romanin erfolgte die Einladung des Dogensohnes an den Hof in Konstantinopel aus Dankbarkeit für die Rückgabe Baris. Giovanni und Ottone reisten an den Hof, der Ältere erhielt Maria zur Frau, eine Tochter der Kaiserschwester und des Patrizius „Argiro“. Dabei werden Verehelichung und Verleihung des Patriziustitels im Hippodrom von Romanin ausführlich geschildert. Doch das Paar fiel, aller Wahrscheinlichkeit („a quanto pare“) mitsamt dem Sohn Basilio, der erstmals in Venedig grassierenden Pest zum Opfer, auf die der Hunger folgte. Trotz der Not gestattete das mit dem Dogen leidende Volk die Einsetzung des jüngeren Sohnes Ottone als Mitdoge. Die Hälfte seines Vermögens vermachte der Doge, das Ende vor Augen, den Armen und der Kirche, die andere Hälfte seinen Söhnen. Auch er lebte fortan keusch, separierte sich von seiner Frau, und widmete sich Staat und Religion. Am Ende unterstellte sich Capodargine, und Pieve di Sacco erhielt – auf bloßen Eid von zwölf seiner Bewohner – die Abgabenfreiheit, die seine Einwohner behaupteten, seit jeher zu haben. Nur die jährliche Abgabe von 200 libra Leinen blieb bestehen. Als Zeuge erscheint in der 1007 ausgestellten Urkunde ein Domenico, Bischof von Olivolo, der hier zum ersten Mal den Titel „vescovo Rivoaltense“ führt, wie der Autor anführt, ‚Bischof von Rialto‘. Mit der Ernennung Orsos zum Bischof von Torcello endet die Erzählung eines der wichtigsten venezianischen Chronisten, die des Johannes Diaconus. Nach Romanin starb der Doge im Alter von 48 Jahren im Jahr 1008, nach achtzehneinhalb Jahren der Herrschaft. Er zähle zu den herausragenden Herrschern, habe es vermocht, die Zuneigung der Kaiser beider Reiche zu gewinnen, obwohl diese einander Feind waren, und, ‚was am meisten zählt, die Liebe seines Volkes, das wusste, dass es ihm seinen Ruhm und seine Prosperität verdankte‘ (S. 292).

Italien und der Adriaraum um 1000. Gfrörer deutet die Aufteilung Bayerns in die Marken Kärnten und Verona als Umklammerung Venedigs im Rahmen der Weltpolitik Ottos II., während mit dessen Sohn Otto III. eine für Venedig sehr viel günstigere Epoche begann.

August Friedrich Gfrörer († 1861) nimmt in seiner, erst elf Jahre nach seinem Tod erschienenen Geschichte Venedigs von seiner Gründung bis zum Jahre 1084 an, dass die Überlieferung „lückenhaft“ sei, „und zwar meines Erachtens darum, weil die Chronisten aus Staatsrücksichten Vieles verschwiegen haben.“ Gfrörer kommt zu gänzlich anderen Einschätzungen. So konstatiert er, die Behauptung sei unzutreffend, es habe zwei Jahre Krieg mit Otto II. geherrscht, denn dieser starb bereits 983. Im Gegenteil, Otto habe „sechs Monate vor seinem Tode, auf dem Veroneser Reichstage sich mit den Venetern ausgesöhnt“ (S. 338). Zudem sieht er bereits in der Zusammensetzung der dreiköpfigen Gesandtschaft, in der sich auch ein Morosini befand, einen wachsenden Einfluss der Orseolo. Ihre Gegner, die Anhänger der „byzantinischen Partei“ in der Stadt, die Gfrörer über die gesamte davor liegende Geschichte Venedigs am Werke sieht, und die sich einer pro-westlichen Partei gegenübersahen, hätten sich derweil verändert: Sie standen nunmehr für die venezianische Unabhängigkeit und die Verfassung. Dies hing wiederum damit zusammen, dass Byzanz für Venedig keine Gefahr mehr dargestellt habe, im Gegensatz zu den Ottonen, dass es aber als Widerpart gegen diese Ottonen sehr nützlich sein konnte. Als Ausdruck dieser Wendung gilt Gfrörer auch die ansonsten undenkbare Rückkehr des Schwiegersohns des vor dem Dogat Tribuno Memmos geflohenen Orseolo-Dogen, des Johannes Mauroceno (Giovanni Morosini), der die Erlaubnis erhielt, auf San Giorgio Maggiore 982 ein Kloster zu gründen. Für Venedigs Händler, die sich überwiegend im Westen engagierten, ergab sich insgesamt eine „natürliche“ Neigung, die Ottonen zu unterstützen und für diejenigen unter ihnen, die im Osten handelten, eher eine Parteinahme für Byzanz. Memmo, der zunächst pro-fränkisch gewesen sei, habe sich zuletzt „dem Basileus in die Arme“ geworfen. Die dahinter stehende Partei neigte nach wie vor Byzanz zu, doch die Einsetzung eines neuen Dogen lag nun beim Großen Rat, dessen frühe Existenz Gfrörer mutmaßt, nicht mehr beim Ostkaiser. Diese Partei sei mit Pietro II. Orseolo Mitte März 992 an die Macht gelangt (S. 357 f.). Die Umstände waren dabei günstig, denn „auf dem deutschen Throne saß ein verzogener Knabe“, von dem keine Gefahr ausging, und Basileios II. fand „im Morgenland gegen Bulgaren und Saracenen so viel zu thun“, dass er in der Adria kaum eingreifen konnte. Pietro gab für Handelsprivilegien Versprechen an beide Großmächte, die sich zum Teil widersprachen, er „betrog die einen und die andern“. Johannes Diaconus, die zentrale Quelle, reicht nur bis 1008, danach sind wir auf Andrea Dandolo angewiesen, der, so Gfrörer, Vieles über das 11. Jahrhundert verschweige. Dann führt der Autor die seines Erachtens aus der schlechten Abschrift der Goldbulle von 992 herauslesbaren Details zum Handelsprivileg auf (S. 360–367). Da diese Bulle praktisch zum Zeitpunkt der Amtserhebung Pietros ausgestellt wurde, vermutet Gfrörer, das Privileg sei unter seinem Vorgänger Tribuno Memmo ausgehandelt worden, zumal in der Bulle nur neutral vom „Herzoge der Veneter“ die Rede sei, ohne dessen Namen zu nennen. Außerdem sei den Venezianern, was auch Dandolo nahelege, „immunitas“ gewährt worden, also eine eigene Gerichtsbarkeit in Konstantinopel. Die „niederen Zöllner“ durften keine Untersuchungen mehr anstellen oder Streit schlichten – sie galten Gfrörer „fast ohne Ausnahme als Betrüger“ –, stattdessen oblag dies nur noch dem Logotheten, dem „Oberhofmarschall“ „unter Beiziehung der in Constantinopel angestellten venetischen Richter“. Dabei glaubt Gfrörer, der Logothet sei „geschmiert“ worden. Das venezianische Zollsystem, dessen Basis die Schiffsladung, nicht der Wert der Waren war, hält Gfrörer für „barbarisch“ – „etwa wie ein Hurone oder Negerfürst es thun würde“ –, und „dieses Recht, das die byzantinischen Basileis in vollen Zügen genossen, macht die Menschen unfehlbar dumm; denn alles Böse zerstört sich selbst“ (S. 364). Da es sich bei den venezianischen Waren um Holz, Eisen, Getreide, Sklaven, also um sperrige Güter handelte, während die byzantinischen Luxuswaren einen hohen Wert auf geringem Raum darstellten, lag der Ausfuhrzoll achtmal so hoch wie der Einfuhrzoll. Aus der Tatsache, dass der Ausfuhrzoll von den byzantinischen Händlern zu entrichten war, schließt der Autor, diese hätten die venezianischen Käufe durch Kredite vorfinanziert. Nach seiner Auffassung standen die venezianischen Richter vor Ort für die Vertrauenswürdigkeit der Kreditnehmer gerade. Aus der Tatsache, dass der Logothet die Aufsicht über die Handelsabläufe führte, der ansonsten das kaiserliche Vermögen verwaltete, schlussfolgert Gfrörer, dass Venedig weniger als Untertan des Reiches betrachtet worden sei, denn als Teil des kaiserlichen „Privat- und Hausvermögens“ (S. 367). Dann befasst sich der Autor mit dem Dogen, denn am deutschen Hof „schlug er noch größere Vortheile heraus, als am byzantinischen“. Die Urkunde, die am 19. Juli 992 – Gfrörer glaubt in Mühlhausen – ausgestellt wurde, bestätigte nicht nur die alten Privilegien Venedigs. Sie erlaubte und schützte den venezianischen Landbesitz, und sie veranlasste die Rückgabe aller Güter, die in den letzten 30 Jahren den Venezianern entrissen worden waren, wie Andrea Dandolo ausführt. Weder durften Venezianer im Reichsgebiet vor Gericht geladen, noch ihnen Abgaben für ihre Güter abverlangt werden, es sei denn, in Gegenwart venezianischer Richter („Mitgerichtsbarkeit“). Das Gebiet von Loreo überließ der Kaiser Venedig, „soweit es vom Salzwasser (vom Meere) bespült wird“. Sollte ein Graf ihnen Rechte bestreiten, so sollte Venedig nach Ausschöpfung aller Rechtsmittel auf eigene Faust handeln dürfen („einseitige, gewaltthätige Selbsthilfe“), wenn der Graf nicht reagiere. Wer vor dem Dogen floh, der sollte gezwungen werden, „die Gnade des Dogen anzurufen“, also die „Auslieferung aller politischen Flüchtlinge“ (S. 369, 372). Gfrörer sieht darin den von langer Hand vorbereiteten Plan, auf dem Festland „Landeshoheit“ zu erwerben, auch passe dies gut zur Vereinbarung mit Byzanz, notfalls die Lombardei zu besetzen. All dies, so der Verfasser, zeige: „Der Schwächling, welcher damals auf dem Throne Germaniens saß, gab es sorglos aus der Hand“ (S. 372). Immerhin zahlte der Doge einen Tribut: Den Seidenmantel und die 50 Pfund „Silbers oder auch Goldes“, die ihm der Kaiser später erließ, hatte der Doge zunächst als jährliche Gegenleistung zu liefern, schlussfolgert Gfrörer, der auch unterstellt, ein wichtiger Hebel sei die verbale Unterstützung Ottos III. bei der Verwirklichung seiner Weltreichspläne gewesen, ebenso wie Bestechung der Kämmerer bei Hof. – Auch mit den muslimischen Reichen rund um das Mittelmeer schloss der Doge Verträge, merkt Gfrörer lakonisch an.

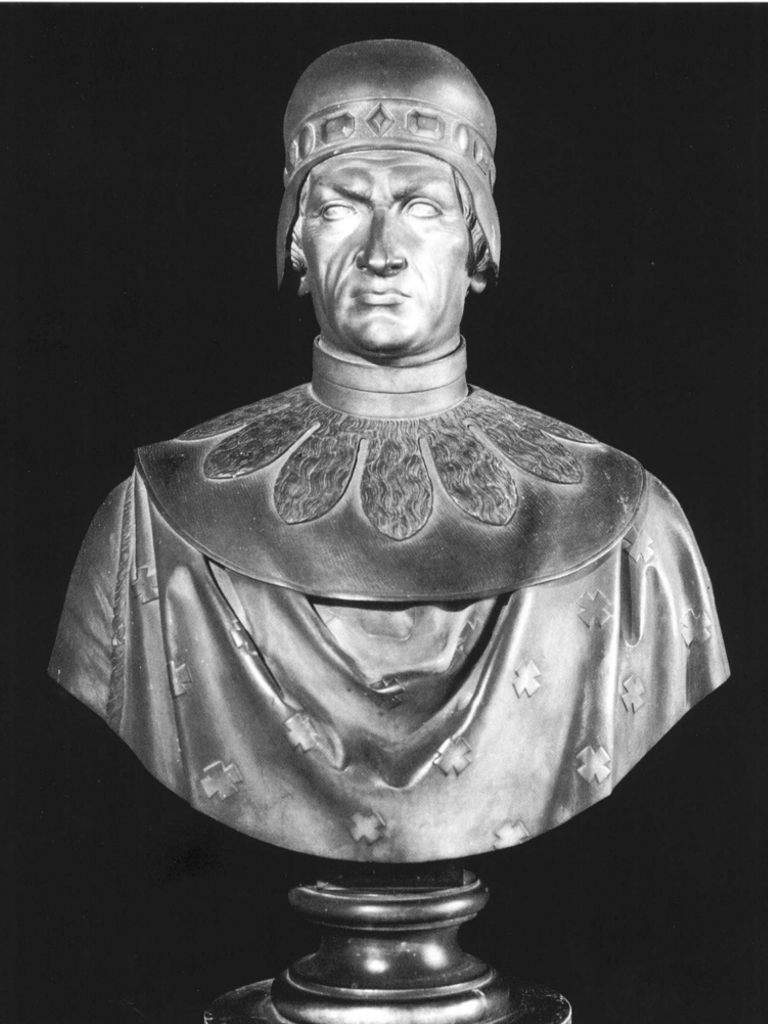
Büste des Dogen, geschaffen von dem Bildhauer Pietro Bearzi (1860–1862), Teil des Panteon Veneto des Istituto Veneto di Scienze, Lettere ed Arti. Die Inschrift auf der Säule lautet „Pietro Orseolo II / Doge / La Stiria e la Dalmazia / aquistò per dedizione / Lesina, Curzola e le rocche narentine / colle armi / al veneto commercio / in Oriente e in Occidente / ottenne privilegi e immunità / ogni tributo allo impero abolì / onde crebbe / la potenza e la indipendenza / della repubblica“

Pietro Pinton, der Gfrörers Werk im Archivio Veneto in den Jahresbänden XII bis XVI übersetzte und annotierte, korrigierte zahlreiche Annahmen Gfrörers, insbesondere wenn es um solche ging, zu denen der Beleg aus den Quellen fehlte oder gar zu ihnen in Widerspruch stand. Seine eigene kritische Auseinandersetzung mit Gfrörers Werk erschien erst 1883, gleichfalls im Archivio Veneto. Für Pinton eröffnet die Wahl von 991 für Venedig „un'epoca gloriosa e vantaggiosissima“, eine überaus ruhmreiche und vorteilhafte. Wie an anderer Stelle auch, so kritisiert Pinton die Art und Weise, wie Gfrörer die Geschichte nach seinen Grundannahmen umdeutet. So sehe Gfrörer, ähnlich wie bei dem 976 ermordeten Pietro IV. Candiano, eine Neigung zu Byzanz. Aber selbst Gfrörer müsse seinen Standort wechseln, denn zu Vieles stehe in offenem Gegensatz dazu. Zu Recht schreibe Gfrörer Tribuno Memmo das Verdienst zu, die Verhandlungen mit Byzanz, die durch seinen Sohn Maurizio erfolgten, so weit vorangetrieben zu haben, dass Pietro II. Orseolo ihn darin beerben konnte. Allerdings widerspreche dies der Annahme, die Gfrörer bei jeder Gelegenheit in den Raum stelle, die Dogensöhne hätten Byzanz als bloße Geiseln für das Wohlverhalten der Väter gedient. Auch frage sich, wie ein Byzanz geneigter Doge vom römisch-deutschen Kaiser ein Privileg erlangt haben sollte. Die innerstädtischen Kämpfe auf den West-Ost-Gegensatz zurückzuführen greift für Pinton zu kurz, für den in diesem Falle die innervenezianischen Auseinandersetzungen dominierten. Gerade diese ignoriere Gfrörer aber praktisch bei jedem politischen Manöver in Venedig. Pinton lobt die scharfsinnigen Gedanken zum Chrysobullon von 992, glaubt aber nicht an die starke rechtliche Privilegierung der Venezianer, die erst zu Zeiten der Komnenen einsetzte (also ab 1082). Auch die rückprojizierten Vorstellungen vom Kreditwesen, die sich bei Gfrörer finden, lassen sich, so Pinton, aus der Quelle nicht ableiten. Auch finde sich dort kein Nachweis für die Verpflichtung zur Flottenhilfe, sondern nur zum Transport kaiserlicher Truppen. Außerdem habe es sich nur um eine alte und spontane Zusage gehandelt, keinesfalls um eine dauerhafte. Dadurch, dass Gfrörer akzeptiert, dass die Quellen die Venezianer nicht mehr als ‚Untertanen‘ sondern als ‚Fremde‘ bezeichnen, setze er sich zugleich in Gegensatz zu seinem eignen Konzept einer fortdauernden Suprematie des byzantinischen Kaisers über Venedig (S. 345). Die von Gfrörer angenommene Expansion Venedigs auf Reichsgebiet – über das seit langem anerkannte Maß hinaus – hält Pinton für eine überwiegend ökonomische, nicht aber politische Ausweitung. Der berühmte Mantel, den Venedig dem Kaiser zu stellen hatte, hält Pinton nicht für eine Leistung, die Venedig – hierin folgte Gfrörer LeBret – seit Otto III. zu erbringen hatte, sondern bereits seit Pippin, jenem Sohn Karls des Großen, der versucht hatte, die Lagune zu erobern, denn schon dieser erhielt in Pavia 33 libre. Insgesamt sieht Pinton sehr viel mehr eine Kontinuität der vertraglichen Verhältnisse, als einen perfiden Plan des Dogen, den unerfahrenen jungen Kaiser zu überlisten. Auch die Mutmaßung Gfrörers, es habe einen Zusammenhang zwischen dem Heiratsplan zwischen dem Dogensohn und einer byzantinischen Prinzessin, der Mitregentschaft dieses Sohnes und der Eroberung Baris gegeben, weist Pinton zurück. Sowohl die Pläne mit Heinrich II. als auch die mit den Ostkaisern dienten vor allem der ökonomischen Sicherung, und die Fernhändler Venedigs betrachteten die Ehepläne daher eher wohlwollend als ablehnend, wie Gfrörer glaubt. In Pintons Augen dienten derlei Ehen vor allem dazu, Angriffe von Seiten der jeweiligen Staaten zu vermeiden, weniger, um dynastische Pläne zu verfolgen.
1861 hatte Francesco Zanotto in seinem Il Palazzo ducale di Venezia berichtet, dass „Pietro II Orseolo. Doge XXVI“, in der Hoffnung zum Dogen erhoben worden sei, dass nach den unruhigen Zeiten, in denen sich die großen Familien Venedigs bekämpft hätten, bessere Zeiten kommen würden, denn er war der Sohn des Heiligen Pietro I. Orseolo. Tatsächlich habe er durch Ausweitung des Handels den Neid der „maggiorenti“ beruhigt, ebenso wie die „insolenza“ des Volkes, er habe Frieden und Prosperität gebracht. Es gelang ihm, ein Chrysobull zu erlangen, das mit seinen Privilegien alle Vorgänger übertraf, dazu kamen vorteilhafte Abmachungen mit den Fürsten von ‚Persien, Syrien, Palästina, Mesopotamien, Ägypten, Spanien und Sizilien‘. Mit Otto III. gelang die Anerkennung der Grenzen Eracleas, wie sie seit dem ersten Dogen „Anafesto, e Marcello maestro de' militi“ bestanden hatten, aber auch die Rückgabe von Loreo und Capodargine. Die Regelungen mit Belluno, Treviso und Ceneda umschreibt Zanotto nebulös als ‚vorteilhaft‘. Seinen ‚ruhmreichen Namen‘ erlangte der Doge nach dem Autor durch seine Eroberungen in Dalmatien. Auslöser war die Weigerung des Dogen, weiterhin Tribut an die Narentaner zu entrichten. Als die dalmatinischen Städte vergebens Hilfe aus Konstantinopel erbaten, wandten sie sich an Venedig als Schutzmacht, mit der sie im Bündnis standen, „in qualche modo di obbedienza“ – womit Zanotto ein bereits bestehendes Gehorsamsverhältnis ableitet. Im Einverständnis mit dem ‚griechischen Hof‘ ließ Pietro 35 Kriegsschiffe unter seiner persönlichen Führung auslaufen. Dieser Macht unterstellten sich ‚friedlich‘ Parenzo, Pola, Cherso und Ossero, ebenso wie Zara, Veglia und Arbe. Der Sieg über die Narentaner machte die Eroberung des ‚slavischen Kontinents‘ leicht. In Spalato unterstellten sich ihm alle Städte der Küste zwischen Istrien und Ragusa. Die Versammlung des Volkes bestätigte ihn nach seiner Rückkehr als Dogen von Venedig und Dalmatien, die Vermählung des Dogen mit dem Meer sollte fortan jedes Jahr stattfinden. Otto III., der zum dritten Mal in Italien war, wollte den Dogen nunmehr persönlich kennenlernen. Gegen einen Seidenmantel, der bei jeder Vertragserneuerung fällig werden sollte, aber unter Erlass der 50 libre Silber, bestätigte der Kaiser alle Rechte Venedigs. Der Kaiser lehnte alle Geschenke des Dogen ab, damit niemand glaube, er sei aus einem anderen Grunde nach Venedig gekommen, als den Freund zu besuchen, und dazu die Reliquien des hl. Marcus zu verehren. Nur einen Sitz und eine Bank, dazu eine Tasse und eine silberne Vase von feinster Arbeit konnte er nicht ablehnen. Drei Tage nach der Abreise des Kaisers berichtete der Doge der Volksversammlung vom Besuch und seinen Folgen. Die große Zuneigung des Volkes führte dazu, dass ihm zwei Jahre später das Recht eingeräumt wurde, seinen Sohn Johannes zum Mitdogen zu erheben, der, obwohl so jung, vielversprechend war. Der Kaiser übersandte dem Dogen neuerlich Geschenke, woraufhin ihm der Doge die besagte Cattedra zukommen lassen wollte. Doch Otto starb bald, und der Doge verhandelte erfolgreich mit seinem Nachfolger um die Erneuerung der Privilegien. 1004 ersuchte der byzantinische Kaiser die Venezianer um Hilfe für das seit drei Monaten belagerte Bari. Der Flotte gelang es, nach Bari zu gelangen, wo der Doge vom „Capitano Gregorio“ ‚in einer Art Triumphzug‘ zum „palazzo pubblico“ geführt wurde. Nach Zanotto übernahm der Doge das Kommando; er ordnete nach 40 Tagen einen Ausfall an. Nach drei Tagen waren die Sarazenen besiegt. Der Doge kehrte, nachdem ganz Apulien von ihnen befreit war, nach Venedig zurück. Um ihre Dankbarkeit zu zeigen, forderten die byzantinischen Kaiser den Dogen auf, seinen Sohn Johannes nach Konstantinopel zu schicken, um Maria zu ehelichen, Tochter des Patricius „Romano Argiropulo“ und Schwester des Kaisers Basilios. Die Brüder Johannes und Otto wurden mit einer „splendidezza veramente orientale“ empfangen (S. 63). Die Kaiser selbst waren während der Zeremonie nicht nur anwesend, sondern sie bekrönten die frisch Verheirateten mit goldenen Kronen, mit denen sie die beiden dem Hof und dem Volk präsentierten – Zanotto verweist damit implizit auf eine angedachte Thronfolge in Byzanz. Kurz nach ihrer Rückkehr nach Venedig kam ihr gemeinsamer Sohn zur Welt, und zur Feier dieses Ereignisses gab der Doge 1250 „lire piccole“ zugunsten des Volkes aus. Schließlich stattete der Doge die Markuskirche aus, darunter, wie Johannes Diaconus schreibt, und wie der Autor in einer Fußnote anmerkt, ein „dedalico instrumento“, was seit Filiasi als ‚seltene Orgel‘ („organo raro“) gedeutet worden sei. Doch nun überfiel die Stadt die Pest, der auch der Sohn, die Schwiegertochter, der Enkel des Dogen zum Opfer fielen. Zum Trost gestattete das Volk dem Dogen, seinen drittgeborenen Sohn Otto zum Mitdogen zu erheben, obwohl dieser erst 14 Jahre zählte. Pietro starb mit gerade einmal 48 Jahren, nachdem er sein Vermögen in besagter Weise unter Volk, Kirche und Familie aufgeteilt hatte. Seine letzte Ruhestätte fand er in San Zaccaria bei seinen Angehörigen, die der Pest zum Opfer gefallen waren.

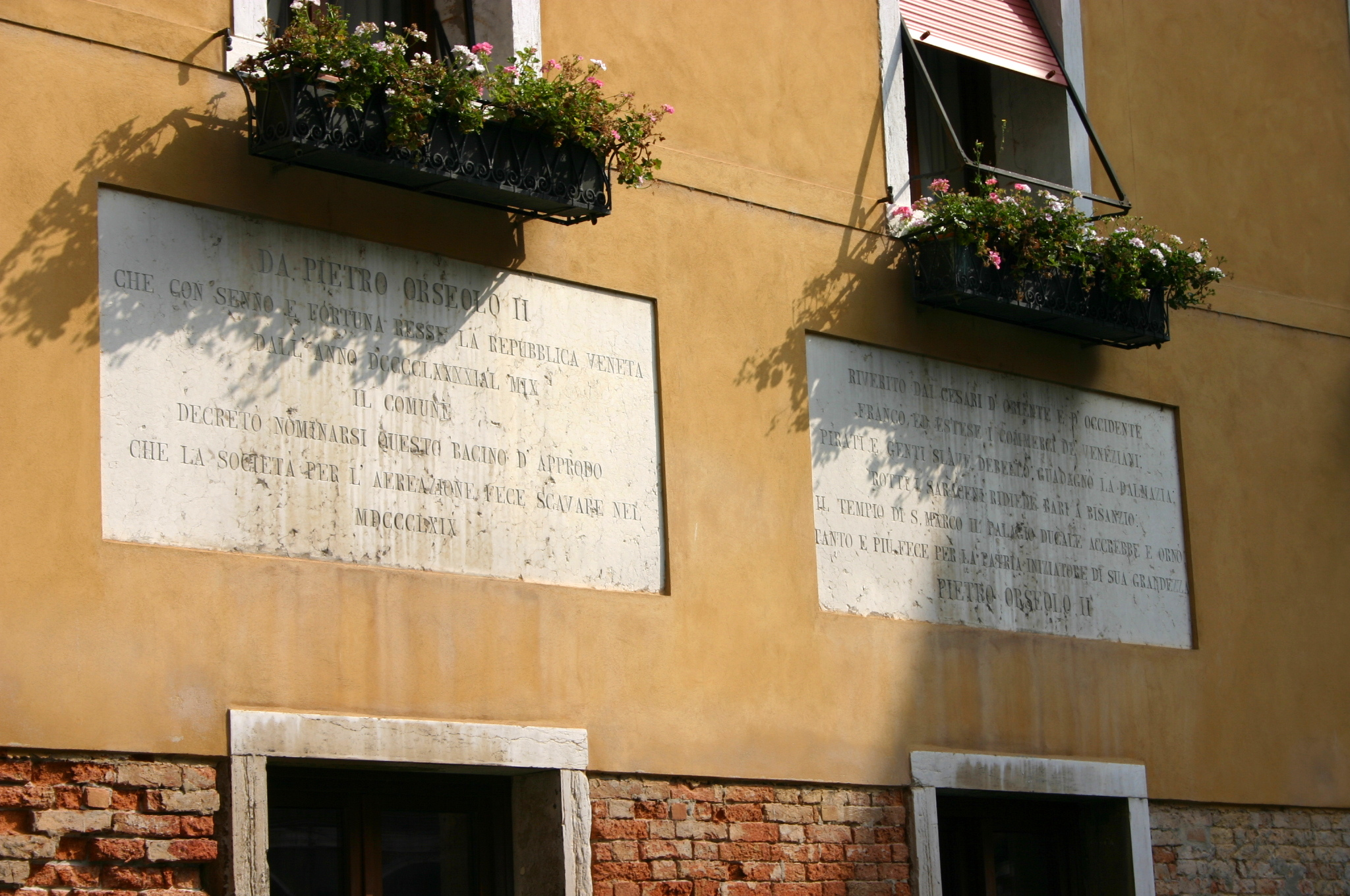
Gedenktafeln von 1869 am Bacino Orseolo unweit des Dogenpalasts (Fassade des Hotels Cavalletto), die den Erkenntnisstand dieser Zeit und die politisch-kulturelle Haltung drei Jahre nach dem Anschluss an Italien wiedergeben: Pietro II. Orseolo, der mit Verstand und Fortune die Republik Venedig von 991 bis 1009 regierte. Die Kommune bestimmte, dass dieser Anlaufhafen, 1869 von der Società per l'areazione ausgehoben, nach ihm benannt wurde (links) und Verehrt von Kaisern des Orients und des Okzidents / befreite und erweiterte er den Handel der Venezianer / bekämpfte Piraten und slawische Leute gewann Dalmatien / zerschlug die Sarazenen gab Bari an Byzanz zurück / den Tempel von San Marco den Dogenpalast vergrößerte und schmückte er / soviel und mehr tat er für das Vaterland Initiator seiner Großartigkeit / Pietro Orseolo II.

Emmanuele Antonio Cicogna vermerkt im ersten, 1867 erschienenen Band seiner Storia dei Dogi di Venezia „Pietro Orseolo II, ventesimosesto doge di Venezia“ sei bei seiner Wahl vielleicht 30 Jahre alt gewesen. ‚Hochberühmt‘ („celeberrimo“) sei sein Name in der Geschichte Venedigs. Er habe zunächst die Zwietracht zwischen den Nobili beendet, dann brachte er überaus nützliche Privilegien für die Seefahrt aus Konstantinopel mit. Auch mit den Souveränen Afrikas und Asiens handelte er vorteilhafte Kontrakte aus, ebenso wie mit Otto III. und den Fürsten Italiens. Er befreite um 998 Dalmatien von der ‚Gewalt der Slawen‘, errichtete Dogenpaläste, Mauern und Türme in Eraclea und Grado. Ihm gelang die Eroberung Dalmatiens. Nach seiner Rückkehr kam Otto III. um 1001 nach Venedig; nach dessen Abreise teilte der Doge den Besuch der Volksversammlung mit. Die Venezianer wollten, dass der Doge seinen Sohn Johannes zum Mitdogen erhebe, Pietro gelang der Sieg vor Bari, wo Byzantiner und Venezianer gemeinsam die Sarazenen vertrieben. Nach der Ehe von Johannes und Maria, ihrer feierlichen Rückkehr, fielen diese mitsamt dem Enkel Basilio der Pest zum Opfer, wobei Cicogna das Alter des Johannes mit 24 angibt, das seines Bruders Ottone mit 14. Kurz nach der Erhebung Ottos zum Mitdogen, die das Volk zum Trost des Dogen durchgesetzt hatte, starb der chronisch kranke Doge mit 48 Jahren. Er wurde 1008 in San Zaccaria bei seinem Ältesten, der Schwiegertochter und dem Enkel beigesetzt.
Heinrich Kretschmayr meinte, dass auf Tribunus Menius mit Petrus II. „dem Unbedeutenden“ „der Hochbegabte“ gefolgt sei, „dem Rat- und Hilflosen, immer wieder von den Verhältnissen Überrannten der Vielgewandte und Erfindungsreiche“ (S. 126). Er sah in Otto III. und Petrus ähnliche Naturen, „dasselbe Bildungsinteresse, dieselbe Neigung für das Phantastische“, jedoch beim Dogen „gebändigt durch prüfende Überlegung und klaren Willen“. Er sah im Dogen eine Persönlichkeit, die sich „in einsamer Größe weit über alle ihre italienischen Zeitgenossen emporhebt“. „Er wurde zum eigentlichen Gründer der Stadt Venedig.“ Doch räumt Kretschmayr ein, dass es anfangs „zu Aufläufen und Tumulten selbst im Dogenpalast“ gekommen sei, und dass diese Zustände erst ein „Garantiedekret venezianischer Adliger“ vom Februar 998 änderte, durch deren 90 Unterschriften Fehde und Aufruhr beendet wurden. Während der erste und dritte Sohn, Johannes und Otto, zu Mitdogen erhoben wurden, nämlich 1002 bzw. 1008, wurden der zweite und der vierte Sohn, Orso und Vitale, zu Patriarchen von Grado. Orso war zuvor Bischof von Torcello gewesen. Damit beherrschte die Familie die beiden wichtigsten Ebenen der venezianischen Politik. Außenpolitisch bezeugen die Ehen seiner Söhne Johannes und Otto – mit der Byzantinerin Maria und der gleichnamigen Schwester König Stephans von Ungarn, die zugleich Schwägerin Kaiser Heinrichs II. war –, dass Venedig für kurze Zeit auf der gleichen Ebene agierte, wie die beiden Kaiserreiche. Während der ottonischen Handelssperre, die Kretschmayr in die Jahre 981 bis 983 datiert, seien die Handelsbeziehungen zu einigen der muslimischen Staaten womöglich intensiviert worden, nun baute der Doge diese Beziehungen zu Freundschaftsverträgen aus. Dabei, so mutmaßt der Autor, seien Córdoba und Bagdad womöglich übergangen worden, „keineswegs aber die Fatimiden Ägyptens, die Emire von Haleb, von Damaskus, von Sizilien“ (S. 130). Die auf Initiative der venezianischen Diplomatie abgefassten Verträge mit dem Ottonenreich stellten den Zustand von vor 962 wieder her und restituierten alle Rechte Venedigs im „Paktum von Mühlhausen“ vom 19. Juli 992. Mit Urkunde vom 1. Mai 995 wurden die Grenzen und Rechte gegen Treviso und Belluno genau bestimmt, aber auch die Herrschaft über Cavarzere und Loreo. Das Paktum erlaubte sogar Selbsthilfe gegen die angrenzenden Reichsgewalten, unterstellte die Venezianer – was Otto I. und Otto II. übergangen hatten, obwohl die früheren Verträge dies vorgesehen hatten – wieder der dogalen Gerichtsbarkeit. Dafür nahm Venedig den „Oberherrlichkeitsanspruch“ des Reiches in Kauf, um ihn dann zu ignorieren. Vor allem gegen Belluno griff Venedig tatsächlich zum Selbsthilferecht, indem es mittels Blockade die Restitution seiner alten Reche durchzusetzen suchte, ein zäher Prozess, in den Otto III. am 25. März zugunsten Venedigs eingriff, dann folgte am 1. Mai 995 eine Grenzurkunde, erneut am 7. Januar 999. Erst Handelsverträge von 997 und 1001 beendeten den Konflikt zugunsten Venedigs. König Otto, der auf dem Weg zur Kaiserkrönung nach Rom war, hob den Drittgeborenen des Dogen, Ottone, aus der Taufe, um sich am 21. Mai 996 in Rom krönen zu lassen. Auf seinem zweiten Romzug wurde der junge Kaiser im Januar 998 von seinem Patenkind, unter dem Schutz einer Flotte, in Ferrara begrüßt, Ende Juni 1000 ließ sich Otto III. von Johannes Diaconus vom Fortgang des Dalmatienfeldzugs unterrichten. Nun wollte der Kaiser den Dogen persönlich kennenlernen, woraufhin es zum geheimen Aufenthalt des Kaisers in Venedig kam, der am 13. April 1001 begann. Wieder hob er ein Kind des Dogen aus der Taufe, diesmal eine Tochter, nur wenige Geschenke wurden zögerlich ausgetauscht, fast nichts Politisches beschlossen – für Kretschmayr eine reine „Stimmungsseligkeit“ aus „Liebe zum Freunde und zum heiligen Markus“ (S. 134). Doch Otto starb am 23. Januar 1002. Die Flottenunternehmung Petrus’ nach Istrien und zur Eroberung Dalmatiens, die Kämpfe gegen Narentaner und Kroaten, die Durchsetzung unbelasteten, freien Handels in der Adria schildert Kretschmayr (S. 136–138), schränkt aber ein: „Fast keine der gewonnenen Eroberungen war dauernd erworben. Die zuerst im 14. Jahrhundert für diese Zeit gemeldete Einsetzung venezianischer Statthalter in den Hauptstädten Dalmatiens ist abzuweisen, so begierig sie auch von den späteren Chronisten nachgeschrieben worden ist.“ Der byzantinische Prior von Zara blieb zugleich der Dux von Dalmatien, an der Spitze der städtischen Hierarchie standen weiterhin Prioren, die Bischöfe und die dominierenden Familien behielten ihre unscharf abgegrenzten Rechte. Ab Mitte des 11. Jahrhunderts beanspruchte zudem Ungarn die Oberherrschaft. Selbst auf den Inseln Arbe, Veglia und Ossero-Cherso, wo Venedig sich neben Istrien noch am ehesten politisch dauerhaft durchsetzen konnte, musste der Dogensohn 1018 noch seine Herrschaft erzwingen. Zara rebellierte immer wieder, Spalato gehörte mal zu Byzanz, mal zu Ungarn, das ab 1091 Kroatien beherrschte. Ragusa entzog sich vollständig, unterstand meist Byzanz (bis 1205). Schließlich griffen dort auch die Normannen Süditaliens ein. Venedig blieb nach dem „Flottenspaziergang“ der Anspruch auf das Gebiet, neue Möglichkeiten und Besicherungen für den Handel, und es hatte mit Erfolg die Phase der Schwäche von Byzanz und des noch nicht ausgreifenden Ungarn genutzt, um sich Handelsstationen zu sichern. Kretschmayr betrachtet daher das Jahr 1000 als „erstes Geburtsjahr der adriatischen Vorherrschaft Venedigs“ (S. 140). Die Rückprojektion der jährlichen Vermählung des Dogen mit dem Meere, die eher im Kampf gegen Friedrich Barbarossa ihren Ausgangspunkt genommen hatte, zeige „einen guten Blick für die großen Ereignisse der vaterländischen Geschichte“, auch wenn Venedigs „spätvenezianische Überlieferung“, „wie so oft den historischen Sachverhalt“ „fälschte“. Hauptziel der zahlreichen Verträge des Dogen war aber der Handel, auch wenn man ihn „einen Perikles Venedigs genannt“ hat, der seine Stadt mit Bau- und Kunstwerken ausstatten ließ.
John Julius Norwich meint in seiner ab 1977 mehrfach aufgelegten History of Venice, die Venezianer hätten 991, mitten in einer tiefen Krise, keine bessere Wahl treffen können. Der Autor, der dem Dogen mehr als ein Dutzend Seiten widmet, lobt den Dogen geradezu frenetisch: „Statesman, warrior and diplomatist of genius, Pietro Orseolo II towers above the other Doges of his day like a giant among pygmies; and from the outset his subjects seem to have recognized his greatness.“ Für Venedig, so der Autor, sei Ruhm gleichbedeutend mit Handel gewesen, daher die frühen Verträge im Mittelmeerraum, insbesondere mit Byzanz. Dafür, so behauptet er, habe Venedig jederzeit seine Flotte für den Transport kaiserlicher Truppen bereithalten müssen. Mit dem Schwärmer Otto III. gelang ihm eine ähnlich günstige Regelung, deren Ausgangspunkt eine persönliche Verehrung und Freundschaft war. Norwich zählt, im Gegensatz zu Kretschmayr, praktisch alle muslimischen Staaten rund um das Mittelmeer zu Venedigs neuen Handelspartnern, wozu er plastisch vor Augen führen möchte, wie überladene Schiffe venezianische Waren transportierten, wie nach der Eroberung Dalmatiens die besagten Feierlichkeiten zur Vermählung mit dem Meer inauguriert wurden, wie den Venezianern Handelserfolge immer wichtiger waren, als Glaube oder „bloodshed“. Auch behauptet er, die Venezianer hätten ein Flottenunternehmen zur Unterstützung der Pläne Ottos III. höflich aber bestimmt abgelehnt. Auch nach 1002 stand der Doge auf der Seite des Reiches, und er unterstützte Heinrich II. gegen Arduin von Ivrea. Dennoch war dem Dogen die Beziehung zu Byzanz wichtiger, für das er seinen ältesten Sohn aufsparte, der jedoch mitsamt seiner Familie einer Epidemie zum Opfer fiel (S. 61). Dessen Bruder Otto sollte mit 16 Jahren „the youngest Doge in Venetian history“ werden. Sein Vater zog in einen abgelegenen Winkel des Palastes und separierte sich sogar in seinen letzten beiden Jahren von seiner Frau.

### Erzählende Quellen
- Luigi Andrea Berto (Hrsg.): Giovanni Diacono, Istoria Veneticorum (=Fonti per la Storia dell’Italia medievale. Storici italiani dal Cinquecento al Millecinquecento ad uso delle scuole, 2), Zanichelli, Bologna 1999 (auf Berto basierende Textedition im Archivio della Latinità Italiana del Medioevo (ALIM) der Universität Siena).
- La cronaca veneziana del diacono Giovanni, in: Giovanni Monticolo (Hrsg.): Cronache veneziane antichissime (= Fonti per la storia d'Italia [Medio Evo], IX), Rom 1890, S. 140 f., 148–152, 155–157, 162, 164–167, 168 (Verehelichung seines Sohnes in Konstantinopel), 169 f. (Digitalisat).
- Ester Pastorello (Hrsg.): Andrea Dandolo, Chronica per extensum descripta aa. 460-1280 d.C., (= Rerum Italicarum Scriptores XII,1), Nicola Zanichelli, Bologna 1938, S. 193–203, 206, 361. (Digitalisat, S. 192 f.)

### Rechtsetzende Quellen
- Riccardo Predelli (Hrsg.): I libri commemorali della Repubblica di Venezia. Regesti. Band I, Venedig 1876, S. 165.